# Liste der Kulturdenkmale in Stolpen

Wappen von Stolpen

Die Liste der Kulturdenkmale in Stolpen enthält die Kulturdenkmale in Stolpen.
Die Anmerkungen sind zu beachten.
Diese Liste ist eine Teilliste der Liste der Kulturdenkmale im Landkreis Sächsische Schweiz-Osterzgebirge.
Diese Liste ist eine Teilliste der Liste der Kulturdenkmale in Sachsen.

## Legende
- Bild: Bild des Kulturdenkmals, ggf. zusätzlich mit einem Link zu weiteren Fotos des Kulturdenkmals im Medienarchiv Wikimedia Commons. Wenn man auf das Kamerasymbol klickt, können Fotos zu Kulturdenkmalen aus dieser Liste hochgeladen werden:
- Bezeichnung: Denkmalgeschützte Objekte und ggf. Bauwerksname des Kulturdenkmals
- Lage: Straßenname und Hausnummer oder Flurstücknummer des Kulturdenkmals. Die Grundsortierung der Liste erfolgt nach dieser Adresse. Der Link (Karte) führt zu verschiedenen Kartendiensten mit der Position des Kulturdenkmals. Fehlt dieser Link, wurden die Koordinaten noch nicht eingetragen. Sind diese bekannt, können sie über ein Tool mit einer Kartenansicht einfach nachgetragen werden. In dieser Kartenansicht sind Kulturdenkmale ohne Koordinaten mit einem roten bzw. orangen Marker dargestellt und können durch Verschieben auf die richtige Position in der Karte mit Koordinaten versehen werden. Kulturdenkmale ohne Bild sind an einem blauen bzw. roten Marker erkennbar.
- Datierung: Baubeginn, Fertigstellung, Datum der Erstnennung oder grobe zeitliche Einordnung entsprechend des Eintrags in der sächsischen Denkmaldatenbank
- Beschreibung: Kurzcharakteristik des Kulturdenkmals entsprechend des Eintrags in der sächsischen Denkmaldatenbank, ggf. ergänzt durch die dort nur selten veröffentlichten Erfassungstexte oder zusätzliche Informationen
- ID: Vom Landesamt für Denkmalpflege Sachsen vergebene, das Kulturdenkmal eindeutig identifizierende Objekt-Nummer. Der Link führt zum PDF-Denkmaldokument des Landesamtes für Denkmalpflege Sachsen. Bei ehemaligen Kulturdenkmalen können die Objektnummern unbekannt sein und deshalb fehlen bzw. die Links von aus der Datenbank entfernten Objektnummern ins Leere führen. Ein ggf. vorhandenes Icon  führt zu den Angaben des Kulturdenkmals bei Wikidata.

## Stolpen
| Bild                                    | Bezeichnung | Lage                                                                              | Datierung                               | Beschreibung | ID       |
| --------------------------------------- | --- | --------------------------------------------------------------------------------- | --------------------------------------- | --- | -------- |
|                                         | Denkmalschutzgebiet Stolpen |                                                                                   |                                         | Vorschlag eines Denkmalschutzgebietes | 09300022 |
| Weitere Bilder                          | Ehem. Stadtmühle Stolpen; Jockelmühle | Alte Berghäuser 1 (Karte)                                                         | um 1850 (Hauptgebäude)                  | Mühlenanwesen mit Hauptgebäude längs der Straße, Mühlenanlagen (Mühlgraben, Wehr), Eiskeller auf der anderen Straßenseite und Denkmalsäule mit Reliefs – ortsgeschichtliche und wirtschaftsgeschichtliche Bedeutung und architekturhistorisch interessantes Zeugnis. | 09289869 |
|                                         | Altes Amtshaus | Alte Schulstraße 2 (Karte)                                                        | bez. 1673, später umgebaut              | Wohnhaus in Ecklage in geschlossener Bebauung – Eckhaus zum Markt, ehemaliges Amtshaus, baugeschichtlich und ortsgeschichtlich von Bedeutung, bezeichnet in Wappen über ehemaligem Tor. | 09275796 |
|                                         | Wohnhaus in halboffener Bebauung | Alte Schulstraße 5 (Karte)                                                        | nach 1800                               | baugeschichtlich und städtebaulich von Bedeutung, Segmentbogenfenster | 09275799 |
|                                         | Wohnhaus in Ecklage und halboffener Bebauung | Alte Schulstraße 6 (Karte)                                                        | 1. Hälfte 19. Jh.                       | Eckhaus zur Dresdner Straße, baugeschichtlich und städtebaulich von Bedeutung | 09275805 |
|                                         | Pfarrhaus | Alte Schulstraße 7; 9 (Karte)                                                     | 1. Hälfte 19. Jh.                       | baugeschichtlich und ortsgeschichtlich von Bedeutung | 09275801 |
|                                         | Wohnhaus in geschlossener Bebauung | Alte Schulstraße 13 (Karte)                                                       | nach 1800                               | baugeschichtlich und städtebaulich von Bedeutung, schönes Portal | 09275800 |
|                                         | Wohnhaus in geschlossener Bebauung | Alte Schulstraße 15 (Karte)                                                       | 1. Hälfte 19. Jh.                       | baugeschichtlich und städtebaulich von Bedeutung, alter Dachstuhl | 09275802 |
|                                         | Wohnhaus in geschlossener Bebauung mit Hinterhaus | Alte Schulstraße 19 (Karte)                                                       | 1. Hälfte 19. Jh.                       | baugeschichtlich und städtebaulich von Bedeutung, große Dachgaube. | 09275803 |
|                                         | Wohnhaus in halboffener Bebauung und Ecklage | Alte Schulstraße 21 (Karte)                                                       | 1. Hälfte 19. Jh., später überformt     | Eckhaus zur Dresdner Straße, dort Neorenaissance-Fassade des späten 19. Jahrhunderts, baugeschichtlich und straßenbildprägend von Bedeutung, Fassade deutsche Neorenaissance, große Dachgaube. | 09275804 |
|                                         | Steinkreuz | Altstädter Weg (Karte)                                                            | bez. 1572                               | regionalgeschichtlich von Bedeutung, mit Inschriftfeld (1572), Sandstein, am Weg zu den Berghäusern. | 09275844 |
|                                         | Wohnhaus in geschlossener Bebauung | Altstädter Weg 1 (Karte)                                                          | 2. Hälfte 19. Jh.                       | baugeschichtlich und städtebaulich von Bedeutung, Satteldach. | 09275841 |
|                                         | Wohnhaus in geschlossener Bebauung | Altstädter Weg 4 (Karte)                                                          | 2. Hälfte 19. Jh.                       | baugeschichtlich und städtebaulich von Bedeutung, Satteldach, zwei Dachgauben | 09275842 |
|                                         | Alte Brauerei | Am Graben 7 (Karte)                                                               | nach 1790                               | Wohnhaus in offener Bebauung, ehemalige Brauerei – baugeschichtlich und ortsgeschichtlich von Bedeutung. Von 1790 bis 1930 ehemalige Privat-Brauerei der Firma Gröschel, Inschrift „Hopfen und Malz, Gott erhalts“, große Tordurchfahrt. | 09275751 |
|                                         | 15 Stadtscheunen | An den Stadtscheunen 1; 3; 4; 5; 6; 9; 10; 12; 13; 14; 15; 16; 17; 18; 19 (Karte) | ab 1850                                 | wirtschaftsgeschichtlich, sozialgeschichtlich und straßenbildprägend von Bedeutung, alle mit Satteldächern und hölzernen rundbogigen Toren nach beiden Seiten. | 09275769 |
|                                         | Wohnhaus in halboffener Bebauung und in Ecklage | Badergasse 1 (Karte)                                                              | nach 1800                               | Eckhaus zur Bischofswerdaer Straße, baugeschichtlich und städtebaulich von Bedeutung Satteldach | 09275709 |
|                                         | Wohnhaus in geschlossener Bebauung und in Ecklage | Badergasse 2 (Karte)                                                              | 1. Hälfte 19. Jh.                       | Eckhaus zur Bischofswerdaer Straße, mit Ladeneinbau, ortstypischer Putzbau, baugeschichtlich und städtebaulich von Bedeutung, Krüppelwalmdach, zwei Dachhäuschen. | 09275710 |
| Direkt Bild zu diesem Denkmal hochladen | Wohnhaus in halboffener Bebauung | Badergasse 3 (Karte)                                                              | nach 1833                               | baugeschichtlich und städtebaulich von Bedeutung, zwei Dachhäuschen | 09275777 |
|                                         | Gasthaus »Amtsbaderei« | Badergasse 4 (Karte)                                                              | 1833                                    | Gasthaus in offener Bebauung, zuvor Baderei – stattlicher Putzbau, Portal mit Kartusche, baugeschichtlich und ortsgeschichtlich von Bedeutung, bezeichnet im Portal mit Kartusche. | 09275776 |
| Direkt Bild zu diesem Denkmal hochladen | Wohnhaus in geschlossener Bebauung | Badergasse 5 (Karte)                                                              | nach 1833                               | baugeschichtlich und städtebaulich von Bedeutung, Segmentbogenportal. | 09275775 |
|                                         | Alte Napoleonstraße; Lindenallee | Bahnhofstraße (Karte)                                                             | 19. Jh.                                 | Lindenallee – bestehend aus ehemals 200 Linden entlang der sogenannten Alten Napoleonstraße (heute Bahnhofstraße), landschaftsgestaltend und straßenbildprägend von Bedeutung. Nördlicher Abschnitt zwischen 2012 und 2014 erneuert. | 09275890 |
| Direkt Bild zu diesem Denkmal hochladen | Straßenbrücke über das Letschwasser | Bahnhofstraße (Karte)                                                             | 19. Jh.                                 | Granitbrücke mit einigen Sandsteinblöcken, ohne Gewölbe, verkehrsgeschichtlich von Bedeutung, zwischen Nummer 14a (Freibad) und Nummer 16 gelegen. | 09275880 |
|                                         | Wohnhaus in offener Bebauung mit Einfriedung und zwei Torsäulen | Bahnhofstraße 5 (Karte)                                                           | um 1900                                 | historisierende einfache Putzfassade, baugeschichtlich von Bedeutung, Dachgitter | 09275885 |
|                                         | Villa | Bahnhofstraße 14 (Karte)                                                          | bez. 1914                               | erbaut im Reformstil der Zeit um 1910, baugeschichtlich von Bedeutung, bezeichnet in Stuckfeld über Tür, mit Erker | 09275881 |
|                                         | Villa mit Werkstattgebäude | Bahnhofstraße 19 (Karte)                                                          | nach 1900                               | erbaut im Reformstil der Zeit um 1910, baugeschichtlich von Bedeutung | 09275884 |
|                                         | Wohnstallhaus und Scheune eines Zweiseithofes | Bahnhofstraße 20 (Karte)                                                          | bez. 1847 (Wohnstallhaus)               | Wohnstallhaus Obergeschoss Fachwerk verschiefert, Holzscheune, Hofanlage am Ortsrand nahe Langenwolmsdorf, baugeschichtlich von Bedeutung. | 09275878 |
|                                         | Villa | Bahnhofstraße 31 (Karte)                                                          | um 1910                                 | erbaut im Reformstil der Zeit um 1910, baugeschichtlich von Bedeutung, Zierfachwerk, Balkon, Erdgeschoss Loggia mit Putzreliefs, verwinkelter Bau, Erdgeschoss Sandsteinquader, bossiert. | 09275882 |
|                                         | Wohnstallhaus und Scheune (mit Schuppenanbau) eines Zweiseithofes | Bahnhofstraße 35 (Karte)                                                          | 18. Jh.                                 | Wohnstallhaus Obergeschoss Fachwerk, Hofanlage am Ortsrand nahe Langenwolmsdorf, baugeschichtlich von Bedeutung, Wohnstallhaus Obergeschoss Fachwerk, zwei Flügel, Scheune: teils verschiefert, im Giebel verbrettert. | 09275879 |
| Weitere Bilder                          | Bahnhof Stolpen | Bahnhofstraße 48 (Karte)                                                          | 1877                                    | Empfangsgebäude eines Bahnhofs mit Stellwerksanbau – hauptsächlich für den Fremdenverkehr genutzter Bahnhof der sekundären Bahnstrecke Neustadt–Dürrröhrsdorf (6600, sä. NWg (ex ND)), eisenbahngeschichtlich von Bedeutung. Breitgelagertes symmetrisches Gebäude, Dachüberstände, Sandsteingewände, Fensterbedachungen, Drempelgeschoss. | 09275875 |
| Direkt Bild zu diesem Denkmal hochladen | Erdgeschoss eines ehemaligen Wohnstallhauses | Berghäuser 1 (Karte)                                                              | 1691 Dendro                             | ortsentwicklungsgeschichtlich und sozialgeschichtlich von Bedeutung. Die Scheune existiert nicht mehr. | 09275843 |
|                                         | Wohnhaus mit angebauter Scheune | Berghäuser 2 (Karte)                                                              | nach 1800                               | Wohnhaus Obergeschoss Fachwerk, baugeschichtlich von Bedeutung, abgeschlepptes Dach. | 09275845 |
|                                         | Wohnhaus in halboffener Bebauung und in Ecklage, mit Hinterhaus | Bischofswerdaer Straße 1 (Karte)                                                  | nach 1833, Kern älter                   | baugeschichtlich und städtebaulich von Bedeutung, Laden mit Front und Dachausbau um 1880. | 09275737 |
|                                         | Wohnhaus in geschlossener Bebauung und Ecklage | Bischofswerdaer Straße 2 (Karte)                                                  | Ende 18. Jh.                            | Eckhaus zum Markt, baugeschichtlich und städtebaulich von Bedeutung, Krüppelwalmdach. | 09275713 |
|                                         | Wohnhaus in geschlossener Bebauung | Bischofswerdaer Straße 3 (Karte)                                                  | bez. 1833                               | städtebaulich von Bedeutung, bezeichnet im Türsturz | 09275738 |
|                                         | Wohnhaus in geschlossener Bebauung | Bischofswerdaer Straße 4 (Karte)                                                  | Ende 18. Jh.                            | Geburtshaus des Pädagogen Friedrich Traugott Friedemann (1793–1853), baugeschichtlich und ortsgeschichtlich von Bedeutung, sehr schöne originale Haustür mit Sonnen-Rosetten. | 09275712 |
| Direkt Bild zu diesem Denkmal hochladen | Wohnhaus in geschlossener Bebauung | Bischofswerdaer Straße 5 (Karte)                                                  | nach 1833                               | baugeschichtlich und städtebaulich von Bedeutung, Segmentbogenportal, Dachhäuschen | 09275739 |
|                                         | Wohnhaus in geschlossener Bebauung | Bischofswerdaer Straße 6 (Karte)                                                  | bez. 1834                               | baugeschichtlich und städtebaulich von Bedeutung, bezeichnet im Sturz eines vermauerten Portals, schöne Fledermausgauben | 09275711 |
|                                         | Wohnhaus in geschlossener Bebauung | Bischofswerdaer Straße 7 (Karte)                                                  | nach 1833                               | baugeschichtlich und städtebaulich von Bedeutung, originale Haustür, Segmentbogenportal. | 09275740 |
|                                         | Wohnhaus in geschlossener Bebauung | Bischofswerdaer Straße 8 (Karte)                                                  | nach 1800                               | baugeschichtlich und städtebaulich von Bedeutung | 09275708 |
|                                         | Wohnhaus in geschlossener Bebauung | Bischofswerdaer Straße 9 (Karte)                                                  | nach 1833                               | mit Laden, baugeschichtlich und städtebaulich von Bedeutung, Laden mit originaler Front | 09275741 |
|                                         | Wohnhaus in geschlossener Bebauung | Bischofswerdaer Straße 10 (Karte)                                                 | nach 1800                               | mit originaler Ladenfront einer ehemaligen Klempnerei, baugeschichtlich und städtebaulich von Bedeutung, zwei Dachhäuschen. | 09275706 |
|                                         | Wohnhaus in geschlossener Bebauung und Ecklage | Bischofswerdaer Straße 11 (Karte)                                                 | nach 1833                               | mit Laden, baugeschichtlich und städtebaulich von Bedeutung, Laden mit originaler Front | 09275742 |
|                                         | Stützmauer zweier Grundstücke | Bischofswerdaer Straße 12; 14 (Karte)                                             | 19. Jh.                                 | aus Basalt, baugeschichtlich und straßenbildprägend von Bedeutung | 09275697 |
|                                         | Wohnhaus in halboffener Bebauung und Ecklage | Bischofswerdaer Straße 13 (Karte)                                                 | nach 1833                               | baugeschichtlich und städtebaulich von Bedeutung, Krüppelwalm | 09275743 |
|                                         | Wohnhaus in geschlossener Bebauung | Bischofswerdaer Straße 15 (Karte)                                                 | nach 1833                               | mit Laden, baugeschichtlich und städtebaulich von Bedeutung, Zwerchhaus, Laden mit originaler Front | 09275744 |
|                                         | Wohnhaus in geschlossener Bebauung | Bischofswerdaer Straße 17 (Karte)                                                 | bez. 1833                               | mit Laden, baugeschichtlich und städtebaulich von Bedeutung, bezeichnet im Türsturz, Strukturputz. | 09275745 |
|                                         | Wohnhaus in geschlossener Bebauung | Bischofswerdaer Straße 19 (Karte)                                                 | nach 1833                               | baugeschichtlich und städtebaulich von Bedeutung, Rundbogenportal | 09275746 |
|                                         | Wohnstallhaus und Scheune, eines Bauernhofes | Bischofswerdaer Straße 20 (Karte)                                                 | 1. Hälfte 19. Jh.                       | Wohnstallhaus (mit hinterem Anbau), Scheune, Einfriedung und Hofeinfahrtspfeiler eines Bauernhofes, dazu Steinkreuz im Zaun – Wohnstallhaus Putzbau mit Segmentbogenportal, Scheune hofseitig Obergeschoss Fachwerk, baugeschichtlich und regionalgeschichtlich von Bedeutung. | 09275768 |
|                                         | Wohnhaus in Ecklage und halboffener Bebauung | Bischofswerdaer Straße 21 (Karte)                                                 | nach 1800                               | baugeschichtlich und städtebaulich von Bedeutung, Korbbogenportal | 09275707 |
|                                         | Gasthaus in halboffener Bebauung | Bischofswerdaer Straße 23 (Karte)                                                 | nach 1800                               | am ehemaligen Obertor, an Markttagen kamen die Lauterbacher Bauern nach Stolpen und machten im Gasthaus Rast, daher der irreführende Name (war kein Bahnhofsgebäude), baugeschichtlich und ortsgeschichtlich von Bedeutung, Sandsteingewände. | 09275701 |
|                                         | Wohnhaus in halboffener Bebauung und Ecklage | Bischofswerdaer Straße 25 (Karte)                                                 | nach 1800                               | baugeschichtlich und städtebaulich von Bedeutung, schön profiliertes Hauptgesims | 09275702 |
|                                         | Ost-Stift, jetzt Wohnhaus | Bischofswerdaer Straße 27 (Karte)                                                 | 3. Drittel 18. Jh.                      | Ehem. Stiftgebäude, jetzt Wohnhaus in offener Bebauung, mit Hofflügel und seitlicher Einfriedungsmauer – stattlicher Putzbau mit Krüppelwalmdach, Hofflügel Obergeschoss Fachwerk, ursprünglich Gerberei, der Stadt als Stiftshaus (Altenheim) überlassen durch den letzten Gerbermeister Ost (daher Ost-Stift), baugeschichtlich und ortsgeschichtlich von Bedeutung. | 09275698 |
|                                         | Ehem. städtisches Hospital | Bischofswerdaer Straße 29 (Karte)                                                 | 1904                                    | Krankenhaus in offener Bebauung, heute Ärztehaus – Putzbau mit Gesprengegiebel, ortshistorisch und baugeschichtlich von Bedeutung, Sandsteingewände, Mittelgiebel mit Holzgesprenge, Schieferdach, Schmuckfachwerk am Giebel. | 09275695 |
|                                         | Wohnhaus in halboffener Bebauung und Ecklage, mit Hinterhaus | Coselgasse 1 (Karte)                                                              | nach 1833                               | Eckhaus zum Markt, baugeschichtlich und städtebaulich von Bedeutung | 09275722 |
|                                         | Wohnhaus in geschlossener Bebauung und Ecklage, mit Anbau nach hinten | Coselgasse 2 (Karte)                                                              | nach 1833                               | Eckhaus zum Markt, städtebaulich von Bedeutung | 09275723 |
|                                         | Niedertor und Reste der Stadtmauer | Dresdner Straße (Karte)                                                           | bez. 1770 (Niedertor)                   | Stadttor als Bestandteil der Stadtmauer und Reste der Stadtmauer am Kirchberg und entlang der Parkpromenade unterhalb der Burg – ortsgeschichtlich von Bedeutung, bezeichnet im Schlussstein | 09275761 |
|                                         | Wohnhaus in geschlossener Bebauung | Dresdner Straße 1 (Karte)                                                         | 1. Hälfte 19. Jh.                       | mit Laden, baugeschichtlich und städtebaulich von Bedeutung, zwei Reliefs mit Figur mit Fisch und Pfeifen. | 09275766 |
|                                         | Wohnhaus in halboffener Bebauung in Ecklage und Hinterhaus | Dresdner Straße 2 (Karte)                                                         | nach 1795                               | mit Laden, baugeschichtlich und städtebaulich von Bedeutung | 09275752 |
|                                         | Wohnhaus in geschlossener Bebauung | Dresdner Straße 3 (Karte)                                                         | 1. Hälfte 19. Jh.                       | baugeschichtlich und städtebaulich von Bedeutung, mit großer Dachgaube | 09275765 |
|                                         | Wohnhaus in geschlossener Bebauung, mit linkem Hofflügel und Hinterhaus | Dresdner Straße 4 (Karte)                                                         | nach 1795                               | mit Ladeneinbauten, baugeschichtlich und straßenbildprägend von Bedeutung. Ladenfront um 1880, Korbbogenportal, Mansarddach, Dachhäuschen. | 09275753 |
|                                         | Wohnhaus in geschlossener Bebauung | Dresdner Straße 5 (Karte)                                                         | nach 1795                               | mit Laden, baugeschichtlich und städtebaulich von Bedeutung, Laden mit originaler Front, zwei Dachhäuschen. | 09275764 |
|                                         | Wohnhaus in geschlossener Bebauung, Hofflügel und Hinterhaus | Dresdner Straße 6 (Karte)                                                         | nach 1795                               | mit Laden, baugeschichtlich und städtebaulich von Bedeutung, Laden originale Front, Segmentbogenportal | 09275754 |
|                                         | Wohnhaus in geschlossener Bebauung | Dresdner Straße 7 (Karte)                                                         | 1. Hälfte 19. Jh.                       | mit Laden, baugeschichtlich und städtebaulich von Bedeutung, Laden mit zwei Fleischer-Innungszeichen (Medaillons Lamm mit Fahne). | 09275763 |
|                                         | Wohnhaus in geschlossener Bebauung | Dresdner Straße 8 (Karte)                                                         | nach 1795                               | baugeschichtlich und städtebaulich von Bedeutung, Mansarddach | 09275755 |
|                                         | Wohnanlage Torhof | Dresdner Straße 9; 11; 13; 15; 17 (Karte)                                         | 1929 (Nr. 9, Mehrfamilien-Wohnhaus)     | Wohnanlage (Nr. 11–17, über etwa L-förmigem Grundriss, mit vier Eingängen) und dazugehöriges, separat stehendes Gebäude (Nr. 9) im Hofbereich, Einfriedungsmauer sowie Eingangsbereich mit Torbogen – baugeschichtlich und städtebaulich von Bedeutung. | 09275806 |
|                                         | Wohnhaus in geschlossener Bebauung | Dresdner Straße 10 (Karte)                                                        | nach 1795                               | baugeschichtlich und städtebaulich von Bedeutung, Mansarddach, Haustür original | 09275756 |
|                                         | Wohnhaus in geschlossener Bebauung mit Hinterhaus | Dresdner Straße 12 (Karte)                                                        | nach 1795                               | baugeschichtlich und städtebaulich von Bedeutung, zwei Korbbogenportale, Dachpfannen | 09275757 |
|                                         | Wohnhaus in geschlossener Bebauung | Dresdner Straße 14 (Karte)                                                        | nach 1795                               | baugeschichtlich und städtebaulich von Bedeutung, Mansarddach, Korb- und Segmentbogenportale | 09275758 |
|                                         | Zur Garküche, jetzt Wohnhaus | Dresdner Straße 16 (Karte)                                                        | bez. 1723                               | Wohnhaus mit Gaststätte in geschlossener Bebauung – baugeschichtlich und ortsgeschichtlich von Bedeutung. | 09275759 |
|                                         | Wohnhaus in Ecklage und offener Bebauung | Dresdner Straße 19 (Karte)                                                        | 1910                                    | erbaut im Reformstil der Zeit um 1910, baugeschichtlich und städtebaulich von Bedeutung. | 09275832 |
|                                         | Sachgesamtheit Friedhofskapelle und Friedhof Stolpen, mit Einzeldenkmalen: Friedhofskapelle, Grabmale und Friedhofsgestaltung sowie Einfriedung als Sachgesamtheitsteil | Dresdner Straße 19a (Karte)                                                       | um 1900                                 | Sachgesamtheit Friedhofskapelle und Friedhof Stolpen, mit folgenden Einzeldenkmalen: Friedhofskapelle, fünf Grabmale und drei Grabanlagen (Einzeldenkmal ID-Nr. 09275831), Friedhofsgestaltung (Gartendenkmal) sowie Einfriedung einschließlich zweier Friedhofstore als Sachgesamtheitsteil – baugeschichtlich und ortsgeschichtlich von Bedeutung. | 09302107 |
|                                         | Friedhofskapelle, fünf Grabmale und drei Grabanlagen (Einzeldenkmale zu ID-Nr. 09302107) | Dresdner Straße 19a (Karte)                                                       | um 1900 (Friedhofskapelle)              | Einzeldenkmale der Sachgesamtheit Friedhofskapelle und Friedhof Stolpen: Friedhofskapelle, fünf Grabmale und drei – baugeschichtlich und ortsgeschichtlich von Bedeutung, Kapelle (um 1900), Grabanlage Familie Josef Püschner (1861–1937) Fabrikbesitzer, expressionistische Formensprache, Grabmal Familie Ferdinand Emil Leideck (1850–1919), Bildhauermeister, Grabmal Amalie Margarete Legler (1863–1914), zwei barocke, angewitterte Sandsteingrabmale (18. Jh.), Grabmal Karl August Eisold (1850–1909), Grabanlage Arno Woldemar Klinger (1871–1910) mit Einfriedung, Fabrikbesitzer, Grabanlage Carl August Klinger (1832–1907) mit Einfriedung, Fabrikbesitzer. | 09275831 |
|                                         | Wohnhaus in geschlossener Bebauung | Dresdner Straße 20 (Karte)                                                        | 1. Hälfte 19. Jh.                       | baugeschichtlich von Bedeutung, Spruch auf Hauptgesims: Des Vaters Segen bauet den Kindern Häuser. Alles Segmentbogenfenster, originale Haustür und Laden, illusionistische Malerei. | 09275760 |
|                                         | Wohnhaus in halboffener Bebauung in Ecklage | Dresdner Straße 22 (Karte)                                                        | 1. Hälfte 19. Jh.                       | Wohnhaus in halboffener Bebauung in Ecklage, mit rückwärtiger Einfriedungsmauer – mit Laden, baugeschichtlich und städtebaulich von Bedeutung. | 09275762 |
|                                         | Villa mit angebauter Garage und Einfriedung | Dresdner Straße 23 (Karte)                                                        | nach 1900                               | Putzbau mit Zierfachwerk aus der Zeit um 1900, baugeschichtlich von Bedeutung, viel Sandstein, Zierfachwerk, originale glasierte Dachziegel, Dachturm. | 09275840 |
| Weitere Bilder                          | Wohnhaus in offener Bebauung | Dresdner Straße 24 (Karte)                                                        | um 1880                                 | städtebaulich von Bedeutung | 09275824 |
|                                         | Wohnhaus in halboffener Bebauung | Dresdner Straße 28 (Karte)                                                        | bez. 1795                               | Putzbau mit Korbbogenportal, baugeschichtlich und städtebaulich von Bedeutung, bezeichnet im Korbbogenportal. | 09275825 |
|                                         | Wohnhaus in geschlossener Bebauung | Dresdner Straße 30 (Karte)                                                        | nach 1795                               | Putzbau mit Korbbogenportal, baugeschichtlich und städtebaulich von Bedeutung | 09275826 |
| Weitere Bilder                          | Wohnhaus in geschlossener Bebauung | Dresdner Straße 32 (Karte)                                                        | um 1800                                 | mit gründerzeitlicher Fassade, baugeschichtlich und städtebaulich von Bedeutung | 09275827 |
|                                         | Wohnhaus in geschlossener Bebauung | Dresdner Straße 34 (Karte)                                                        | um 1800                                 | baugeschichtlich und städtebaulich von Bedeutung, Strukturputz, große Dachgaube | 09275828 |
|                                         | Gasthaus Zur Linde | Dresdner Straße 38 (Karte)                                                        | bez. 1795                               | Gasthaus in Ecklage und halboffener Bebauung – barockes Gebäude, baugeschichtlich und ortsgeschichtlich von Bedeutung, mit zwei Medaillons 1920er Jahre. | 09275829 |
|                                         | Villa, mit Anbau im Winkel | Geschwister-Scholl-Straße 1 (Karte)                                               | um 1912                                 | baugeschichtlich und straßenbildprägend von Bedeutung, Turm-Motiv, Fensterläden. | 09275839 |
|                                         | Villa mit Einfriedung und Resten eines Gartenpavillons | Geschwister-Scholl-Straße 1a (Karte)                                              | bez. 1913–1914                          | Villa (Anschrift: Rudolf-Breitscheid-Straße 14) mit Einfriedung und Resten eines Gartenpavillons (Anschrift: Geschwister-Scholl-Straße 1a) – erbaut im Reformstil aus der Zeit um 1910, baugeschichtlich und straßenbildprägend von Bedeutung, u. a. Bleiverglasungen. | 09275837 |
| Weitere Bilder                          | Ev. Stadtkirche Stolpen | Kirchberg 1 (Karte)                                                               | Kern 1490                               | Kirche Stolpen und zehn Grabmale auf dem ehemaligen Kirchhof, von bau- und ortsgeschichtlicher Bedeutung. Umgestaltung des Innern, Restaurierung 1905 und 1977–1984. | 09275793 |
|                                         | Wohnhaus in Ecklage und in offener Bebauung | Kirchgasse 1 (Karte)                                                              | um 1800                                 | baugeschichtlich und städtebaulich von Bedeutung | 09275795 |
| Weitere Bilder                          | Marktplatz mit Grünanlage, Basalt-Denkmal und Pflasterung | Markt (Karte)                                                                     | 19./20. Jh.                             | Marktplatz mit Grünanlage, Denkmal (Basaltrondell) und Pflasterung – gestaltete Platzanlage von ortsbildprägender und ortsgeschichtlicher Bedeutung, Dieses Denkmal wurde im Jahr 1818 anlässlich des 50-jährigen Regierungsjubiläums Friedrich August III. (des Gerechten) aufgestellt. 1889 wurde zusätzlich eine Platte am Denkmal angebracht, welche die Bürger der Stadt Stolpen für die 800-Jahresfeier des Hauses Wettin gestiftet hatten. 1957 wurde mindestens eine Gedenkplatte entfernt, das Medaillon von der Hauptsäule einige Jahre später. Sie verschwanden im Keller der ehemaligen Schule und wurden dort um 1978 einbetoniert. Durch IG Denkmalpflege wurde das Denkmal in der Folge aber gesichert. | 09275724 |
| Weitere Bilder                          | Postmeilensäule | Markt (Karte)                                                                     | bez. 1728                               | Kopie einer Distanzsäule, verkehrsgeschichtlich von Bedeutung. Denkmaltext: Die 1728 gefertigte Distanzsäule aus Sandstein wurde 1732 auf dem Untermarkt aufgestellt. Sie wurde allerdings bereits Mitte des 19. Jahrhunderts wieder entfernt. Das genaue Datum der Entfernung ist unbekannt, Quellen geben die Jahre 1840 und 1856 an. Bei der heute vorhandenen Säule handelt es sich um eine im Sommer 1996 aufgestellte Nachbildung. Sandsteinobelisk mit Wappenstück, Entfernungsinschriften, Jahreszahl und Posthornzeichen, Sockel, Kopie. | 09304927 |
|                                         | Rathaus mit rechtem Hofflügel | Markt 1 (Karte)                                                                   | bez. 1549                               | schlichter Putzbau mit Dachlaterne, über dem Eingang Stadtwappen-Relief, baugeschichtlich und ortsgeschichtlich von Bedeutung, Wappen bezeichnet 1549, Reste vielleicht nur im Kellerbereich. | 09275726 |
|                                         | Wohnhaus (mit Apotheke) in geschlossener Bebauung | Markt 2 (Karte)                                                                   | 1701 Dendro                             | barockes Gebäude mit Segmentbogenportal, baugeschichtlich und ortsgeschichtlich von Bedeutung, bezeichnet 1710 in Kartusche mit Löwen. | 09275727 |
|                                         | Gasthof Goldner Löwe | Markt 3; 4 (Karte)                                                                | nach 1833, Kern älter                   | Gasthof mit zwei Gebäuden und allen rückwärtigen Gebäudeteilen (auch zur Dresdner Straße) – bestand ursprünglich aus zwei nebeneinanderliegenden Gasthöfen (Weißer Hirsch und Roter Löwe), ab 1890 in einer Hand (Goldner Löwe), baugeschichtlich und ortsgeschichtlich von Bedeutung, Kern älter. | 09275728 |
|                                         | Wohnhaus in halboffener Bebauung in Ecklage | Markt 5 (Karte)                                                                   | 1795                                    | mit Laden, Bestandteil des historischen Marktes, baugeschichtlich von Bedeutung, Mansarddach, zwei Dachhäuschen. | 09275729 |
|                                         | Wohnhaus in geschlossener Bebauung | Markt 6 (Karte)                                                                   | um 1800                                 | mit Laden, sehr schmales Gebäude, Bestandteil des historischen Marktes, baugeschichtlich von Bedeutung, schönes originales Ladenfenster. | 09275730 |
|                                         | Wohnhaus in geschlossener Bebauung und Hinterhaus | Markt 7 (Karte)                                                                   | 1795                                    | Bestandteil des historischen Marktes, baugeschichtlich von Bedeutung, Vorderhaus bezeichnet in röm. Zahlen, Hinterhaus mit zwei Dachhäuschen. | 09275731 |
|                                         | Wohnhaus in geschlossener Bebauung | Markt 8 (Karte)                                                                   | um 1800                                 | Bestandteil des historischen Marktes, baugeschichtlich von Bedeutung, Dachschleppe mit Hechtgaube | 09275732 |
|                                         | Wohnhaus in geschlossener Bebauung | Markt 9 (Karte)                                                                   | um 1800, später überformt               | Bestandteil des historischen Marktes, baugeschichtlich und ortshistorisch von Bedeutung, mit Schriftzug „Lohgerberei Max Meister“, Umgestaltung der Fassade 1908, Hechtgauben. | 09275733 |
|                                         | Gasthof Zur alten Post | Markt 10 (Karte)                                                                  | 1795                                    | Ehem. Gasthof in geschlossener Bebauung, heute Wohnhaus – Bestandteil des historischen Marktes, baugeschichtlich und ortsgeschichtlich von Bedeutung, bezeichnet 1795, Originale Haustür. | 09275734 |
|                                         | Wohnhaus (mit zwei Hausnummern) in geschlossener Bebauung | Markt 11; 12 (Karte)                                                              | um 1800                                 | zwei Grundstücke, mit zwei Läden, Bestandteil des historischen Marktes, baugeschichtlich von Bedeutung, Nummer 12: Cosel-Drogerie. | 09275735 |
|                                         | Wohnhaus in geschlossener Bebauung und Ecklage, mit Anbau und Hintergebäude | Markt 13 (Karte)                                                                  | um 1800                                 | Bestandteil des historischen Marktes, baugeschichtlich von Bedeutung, Sandsteinportal | 09275736 |
|                                         | Wohnhaus in geschlossener Bebauung mit Hinterhaus | Markt 14 (Karte)                                                                  | nach 1833                               | Bestandteil des historischen Marktes, baugeschichtlich von Bedeutung, Segmentbogenportal | 09275714 |
|                                         | Wohnhaus in geschlossener Bebauung | Markt 15 (Karte)                                                                  | 1833                                    | Bestandteil des historischen Marktes, baugeschichtlich von Bedeutung, bezeichnet im Korbbogenportal | 09275715 |
|                                         | Wohnhaus in geschlossener Bebauung | Markt 16 (Karte)                                                                  | nach 1833                               | Bestandteil des historischen Marktes, baugeschichtlich von Bedeutung, Korbbogenportal | 09275716 |
|                                         | Wohnhaus in geschlossener Bebauung | Markt 17 (Karte)                                                                  | nach 1833                               | Bestandteil des historischen Marktes, baugeschichtlich von Bedeutung, Korbbogenportal | 09275717 |
|                                         | Wohnhaus in geschlossener Bebauung | Markt 18 (Karte)                                                                  | nach 1833                               | Bestandteil des historischen Marktes, baugeschichtlich von Bedeutung, Segmentbogenportal | 09275718 |
|                                         | Wohnhaus in geschlossener Bebauung | Markt 19 (Karte)                                                                  | nach 1833                               | Bestandteil des historischen Marktes, baugeschichtlich von Bedeutung, 2. Obergeschoss. | 09275719 |
|                                         | Wohnhaus in geschlossener Bebauung | Markt 23 (Karte)                                                                  | nach 1833                               | Bestandteil des historischen Marktes, baugeschichtlich von Bedeutung | 09275721 |
|                                         | Neues kurfürstliches Amtshaus; heute Stadtmuseum | Markt 26 (Karte)                                                                  | um 1680                                 | Amtshaus mit allen Gebäudeteilen, heute Museum – platzbildbeherrschender Bau mit schönem Rundbogenportal und Wappen, baugeschichtlich und ortsgeschichtlich von Bedeutung, Fledermausgauben. | 09275725 |
|                                         | Wohnhaus in halboffener Bebauung | Neustädter Straße 5 (Karte)                                                       | um 1850                                 | Obergeschoss Fachwerk, baugeschichtlich und straßenbildprägend von Bedeutung | 09275830 |
|                                         | Wohnhaus eines Bauernhofes (ohne Anbau) | Obere Straße 3 (Karte)                                                            | 1. Hälfte 19. Jh.                       | Obergeschoss Fachwerk, Giebel verbrettert, baugeschichtlich von Bedeutung, teilweise originale Fenster. | 09275858 |
|                                         | Forsthaus, Scheune und Hofmauer einer Försterei | Obere Straße 6 (Karte)                                                            | nach 1800                               | beide Gebäude Fachwerk, baugeschichtlich und ortsgeschichtlich von Bedeutung, Wohnhaus mit Krüppelwalmdach. | 09275849 |
|                                         | Wohnstallhaus und Scheune eines Bauernhofes | Obere Straße 7; 7a (Karte)                                                        | 1. Hälfte 19. Jh.                       | Wohnstallhaus (Nr. 7) und Scheune (Nr. 7a) eines Bauernhofes – baugeschichtlich und wirtschaftsgeschichtlich von Bedeutung. | 09275857 |
|                                         | Lorenzkirche Stolpen-Altstadt | Obere Straße 9 (Karte)                                                            | Kern 13. Jh.                            | Kirche (mit Ausstattung), Kirchhof mit Einfriedungsmauer – schlichte Saalkirche mit Dachreiter, im Kern mittelalterlich, baugeschichtlich von Bedeutung, Schieferturm, Dachreiter. | 09275851 |
|                                         | Wohnhaus | Obere Straße 12 (Karte)                                                           | 1. Hälfte 19. Jh.                       | Obergeschoss Fachwerk, verschiefert, baugeschichtlich von Bedeutung | 09275850 |
|                                         | Seitengebäude (ohne Anbau) eines Bauernhofes | Obere Straße 13 (Karte)                                                           | bez. 1842                               | teils Obergeschoss Fachwerk verschiefert, baugeschichtlich von Bedeutung | 09275856 |
|                                         | Wohnhaus | Obere Straße 14 (Karte)                                                           | 1. Hälfte 19. Jh.                       | Obergeschoss Fachwerk verschiefert, baugeschichtlich von Bedeutung | 09275852 |
|                                         | Wohnstallhaus | Obere Straße 26 (Karte)                                                           | Kern um 1700                            | Obergeschoss Fachwerk mit Andreaskreuzen, baugeschichtlich von Bedeutung, Fachwerk original, kleiner Vorbau. | 09275853 |
|                                         | Wohnstallhaus (Nr. 28a/30), Scheune und Toreinfahrt eines Dreiseithofes | Obere Straße 28a; 30 (Karte)                                                      | bez. 1854 (Wohnstallhaus)               | Wohnstallhaus Massivbau, Giebelseite Sandsteinquader, Hofeinfahrt mit drei Sandsteinpfeilern, baugeschichtlich und sozialgeschichtlich von Bedeutung, Wohnstallhaus Giebel Sandsteinquader. | 09275855 |
| Direkt Bild zu diesem Denkmal hochladen | Wohnhaus in offener Bebauung | Obergraben 1 (Karte)                                                              | um 1850                                 | baugeschichtlich von Bedeutung | 09275750 |
| Direkt Bild zu diesem Denkmal hochladen | Wohnhaus in offener Bebauung | Obergraben 7                                                                      | Ende 18. Jh.                            | baugeschichtlich von Bedeutung, Mansarddach mit Dachhäuschen, teilweise mit Dachpfannen. | 09275699 |
|                                         | Wohnhaus in halboffener Bebauung | Obergraben 9 (Karte)                                                              | 1. Hälfte 18. Jh.                       | baugeschichtlich von Bedeutung, Krüppelwalmdach | 09275700 |
|                                         | Kalksumpfanlage | Parkpromenade (Karte)                                                             | 18. Jh.                                 | aus Bruchstein gemauertes Geviert zum Einsumpfen von Kalk, technikgeschichtlich von Bedeutung | 09275895 |
|                                         | Sachgesamtheit Ehem. Tiergarten und Stadtpark, mit Einzeldenkmalen: Mauerreste des alten Tiergartens, Parkanlage unterhalb der Burg, die Lindenallee westlich der Burg entlang des Promenadenwegs sowie die südlich davon befindliche Fläche des ehem. Tiergartens als Sachgesamtheitsteil | Parkpromenade (Karte)                                                             | 1842                                    | Sachgesamtheit Ehem. Tiergarten und Stadtpark Stolpen, mit folgenden Einzeldenkmalen: Mauerreste des alten Tiergartens, Gedenkstein für den Begründer C. A. Schreiber, Gedenkstein für Bürgermeister Barth und Sandsteinmonolith mit Inschrift (Einzeldenkmal ID-Nr. 09303378), dazu die Parkanlage unterhalb der Burg, die Lindenallee westlich der Burg entlang des Promenadenwegs und südwestlich entlang des Schloßbergs (Gartendenkmale) sowie die südlich des Stadtparks befindliche Fläche des ehemaligen Tiergartens als Sachgesamtheitsteil – von ortsbildprägender, ortsgeschichtlicher und landschaftsgestaltender Bedeutung, südlich des Stadtparks befindliche Fläche des ehem. Tiergartens (Felder, Wiese, bildprägende Allee), womöglich später als Pfarrfelder bezeichnet, Anmerkung: Der Stadtpark Stolpen lässt sich in einen oberen und unteren Teil gliedern, die Grenze bildet dabei die Parkpromenade. | 09275888 |
|                                         | Mauerreste des alten Tiergartens, Gedenkstein für den Begründer C. A. Schreiber, Gedenkstein für Bürgermeister Barth und Sandsteinmonolith mit Inschrift (Einzeldenkmal zu ID-Nr. 09275888)                                                                                                | Parkpromenade (Karte)                                                             | 1842                                    | Einzeldenkmale der Sachgesamtheit Ehem. Tiergarten und Stadtpark: Mauerreste des alten Tiergartens, Gedenkstein für den Begründer C. A. Schreiber, Gedenkstein für Bürgermeister Barth und Sandsteinmonolith mit Inschrift – ortsgeschichtlich von Bedeutung, Beschreibung des Gartendenkmals (Auszug): Silke Epple, 24. Oktober 2012 Anmerkung: Der Stadtpark Stolpen lässt sich in einen oberen und unteren Teil gliedern, die Grenze bildet dabei die Parkpromenade. | 09303378 |
|                                         | Alte Turnhalle | Parkpromenade 4 (Karte)                                                           | um 1908                                 | Reformstil-Architektur, baugeschichtlich und sozialgeschichtlich von Bedeutung, Eingangsrisalit mit Dreiecksgiebel. | 09275835 |
|                                         | Wohnstallhaus und Scheune eines Zweiseithofes | Pirnaer Landstraße 8 (Karte)                                                      | letztes Viertel 19. Jh. (Wohnstallhaus) | stattliche Hofanlage, baugeschichtlich und sozialgeschichtlich von Bedeutung | 09275859 |
|                                         | Alte Schule Stolpen-Altstadt | Pirnaer Landstraße 9 (Karte)                                                      | 1807–1808 im Kern, später überformt     | Ehemalige Schule – ortsgeschichtlich von Bedeutung, Mittelrisalit, mit Inschrift „Unseren Kindern“. | 09275860 |
|                                         | Wohnstallhaus und Scheune eines Zweiseithofes | Pirnaer Landstraße 10 (Karte)                                                     | 2. Hälfte 19. Jh.                       | baugeschichtlich von Bedeutung, zweigeschossiger massiver Putzbau, scharrierte Sandsteingewände, originales Türblatt, gezackte Traufgestaltung, Satteldach mit Schieferdeckung, originale Kreuzstockfenster, Scheune verbrettert, teilsaniert, Struktur und Aussehen erhalten. | 09279074 |
|                                         | Scheune eines Bauernhofes | Pirnaer Landstraße 12 (Karte)                                                     | nach 1800                               | Fachwerkgebäude, baugeschichtlich und wirtschaftsgeschichtlich von Bedeutung. | 09275861 |
|                                         | Ehem. Gasthof Erbgericht | Pirnaer Landstraße 14 (Karte)                                                     | 1818                                    | Obergeschoss Fachwerk verputzt, Segmentbogenportal, baugeschichtlich und ortsgeschichtlich von Bedeutung, Bestandteil einer vierflügligen Anlage. | 09275862 |
| Weitere Bilder                          | Neumühle; Hofemühle | Pirnaer Landstraße 22 (Karte)                                                     | 17./18. Jh.                             | Wohnstallhaus mit Scheunenanbau im Winkel sowie Seitengebäude eines Mühlenanwesens – Seitengebäude mit Fachwerkobergeschoss, baugeschichtlich und ortsgeschichtlich von Bedeutung. Fand immer als kurfürstliche oder königliche Hofemühle Erwähnung, Scheune mit Fachwerk im Obergeschoss, Wohnhaus Obergeschoss Fachwerk verputzt. | 09275863 |
| Weitere Bilder                          | Scheibengut | Pirnaer Landstraße 26 (Karte)                                                     | 2. Hälfte 19. Jh., Ursprung älter       | Auszugshaus und Scheune eines Bauernhofes – nahe Ortslage Helmsdorf, Auszugshaus Obergeschoss Fachwerk, Scheune Fachwerk, baugeschichtlich und sozialgeschichtlich von Bedeutung, Ausgedinge im Erdgeschoss mit Ställen. | 09275808 |
|                                         | Wohnhaus in Ecklage und in offener Bebauung | Poetenweg 1 (Karte)                                                               | um 1850                                 | Putzbau, Fenster mit Sandsteingewänden, ortsentwicklungsgeschichtlich von Bedeutung, Sandsteingewände | 09275696 |
|                                         | Kriegerdenkmal für die Gefallenen des Ersten Weltkriegs | Rudolf-Breitscheid-Straße (Karte)                                                 | nach 1918 (Kriegerdenkmal)              | ortsgeschichtlich von Bedeutung, Adler mit ausgebreiteten Schwingen. | 09275809 |
|                                         | Wohnhaus in offener Bebauung | Rudolf-Breitscheid-Straße 4 (Karte)                                               | bez. 1841                               | mit Korbbogenportal, baugeschichtlich von Bedeutung, Wohnhaus sehr schöne Türblätter, bezeichnet im Korbbogenportal. | 09275811 |
|                                         | Wohnhaus in Ecklage und in offener Bebauung, mit Einfriedung | Rudolf-Breitscheid-Straße 6 (Karte)                                               | um 1900                                 | historisierender Putzbau mit Eckturm, baugeschichtlich und straßenbildprägend von Bedeutung, Turm- und Giebelmotiv. | 09275810 |
|                                         | Mietshaus in offener Bebauung in Ecklage und Nebengebäude | Rudolf-Breitscheid-Straße 11 (Karte)                                              | um 1900                                 | mit historisierender Klinkerfassade, Eckbalkon, baugeschichtlich von Bedeutung | 09275836 |
|                                         | Villa mit Einfriedung und Resten eines Gartenpavillons | Rudolf-Breitscheid-Straße 14 (Karte)                                              | bez. 1913–1914                          | Villa (Anschrift: Rudolf-Breitscheid-Straße 14) mit Einfriedung und Resten eines Gartenpavillons (Anschrift: Geschwister-Scholl-Straße 1a) – erbaut im Reformstil aus der Zeit um 1910, baugeschichtlich und straßenbildprägend von Bedeutung, u. a. Bleiverglasungen. | 09275837 |
|                                         | Ehemalige Jugendherberge | Schafbergblick 1 (Karte)                                                          | nach 1933                               | erbaut im Heimatstil der 1930er Jahre, ortsgeschichtlich von Bedeutung, Hauptbau mit Eingangshalle, langer Stützmauer, 2 Sockel (Feuerträger?) am Eingang | 09275807 |
|                                         | Wohnhaus in geschlossener Bebauung und Ecklage (mit Anbau) | Schloßstraße 1 (Karte)                                                            | nach 1833                               | Eckhaus zum Markt, baugeschichtlich und städtebaulich von Bedeutung | 09275720 |
|                                         | Wohnhaus in geschlossener Bebauung | Schloßstraße 2 (Karte)                                                            | nach 1900                               | mit Balkon, Anklänge an Jugend- und Reformstil, baugeschichtlich und städtebaulich von Bedeutung | 09275780 |
|                                         | Wohnhaus in halboffener Bebauung | Schloßstraße 4 (Karte)                                                            | nach 1833                               | städtebaulich von Bedeutung, Walmdach. | 09275781 |
|                                         | Wohnhaus in geschlossener Bebauung | Schloßstraße 5 (Karte)                                                            | 1835                                    | baugeschichtlich und städtebaulich von Bedeutung, Korbbogenportal | 09275779 |
|                                         | Wohnhaus in offener Bebauung, mit Scheune im Hof | Schloßstraße 6 (Karte)                                                            | bez. 1758                               | Putzbau mit barockem Portal, baugeschichtlich von Bedeutung. Großes Walmdach, fast quadratischer Grundriss, sehr schöne Türblätter, bezeichnet im Schlussstein. | 09275782 |
|                                         | Wohnhaus in geschlossener Bebauung und Ecklage | Schloßstraße 7 (Karte)                                                            | nach 1833                               | baugeschichtlich und städtebaulich von Bedeutung, Korbbogenportal | 09275778 |
|                                         | Wohnhaus in offener Bebauung | Schloßstraße 8 (Karte)                                                            | nach 1833                               | baugeschichtlich von Bedeutung, mit Gaubenaufbauten | 09275783 |
| Weitere Bilder                          | Sachgesamtheit Burg Stolpen, mit zahlreichen Einzeldenkmalen sowie Burgberg als Sachgesamtheitsteil | Schloßstraße 10 (Karte)                                                           | 1121–1700                               | Sachgesamtheit Burg Stolpen, mit folgenden Einzeldenkmalen: zum Teil nur ruinös erhaltene Burganlage mit allen Bestandteilen, darunter Kasematte, Marstall, Hauptwache, Kornhaus, Renaissanceportal mit Wappen, Johannisturm (Coselturm), Schösserturm, Seigerturm, Siebenspitzenturm, umfangreiche Kelleranlagen im Bereich des ehemaligen Fürsten- und Zeughauses sowie Bischofshauses, Ruine der ehemaligen Schlosskapelle, Brunnen, umgebende Umfassungsmauern und Denkmal zur Erinnerung an die Gefallenen des deutsch-französischen Krieges von 1870/71 im Westen der Burg (Einzeldenkmale ID-Nr. 09275887), dazu zwei Eschen als Torbäume vor dem Burgtor, Einzelbäume im Burghof und Burgumfeld (Gartendenkmale) sowie Burgberg als Sachgesamtheitsteil – von landesgeschichtlicher und ortsbildprägender Bedeutung.                                                                                                 | 09302112 |
| Weitere Bilder                          | Burganlage mit allen Bestandteilen, darunter Marstall, Hauptwache, Kornhaus, Johannisturm (Coselturm), Schösserturm, Seigerturm, Siebenspitzenturm sowie Bischofshaus, Ruine der ehemaligen Schlosskapelle, Brunnen (Einzeldenkmale zu ID-Nr. 09302112)                                    | Schloßstraße 10 (Karte)                                                           | 1121 (erste urkundliche Erwähnung)      | Einzeldenkmale der Sachgesamtheit Burg Stolpen: zum Teil nur ruinös erhaltene Burganlage mit allen Bestandteilen, darunter Kasematte, Marstall, Hauptwache, Kornhaus, Renaissanceportal mit Wappen, Johannisturm (Coselturm), Schösserturm, Seigerturm, Siebenspitzenturm, umfangreiche Kelleranlagen im Bereich des ehemaligen Fürsten- und Zeughauses sowie Bischofshauses, Ruine der ehemaligen Schlosskapelle, Brunnen, umgebende Umfassungsmauern und Denkmal zur Erinnerung an die Gefallenen des deutsch-französischen Krieges von 1870/71 im Westen der Burg – von baugeschichtlicher, landesgeschichtlicher und ortsbildprägender Bedeutung. | 09275887 |
|                                         | Wohnhaus in geschlossener Bebauung in Ecklage | Schloßstraße 11 (Karte)                                                           | nach 1833                               | baugeschichtlich und städtebaulich von Bedeutung, mit Fledermausgauben | 09275774 |
|                                         | Schlossschänke; Schlossrestaurant | Schloßstraße 12 (Karte)                                                           | 2. Hälfte 19. Jh.                       | Gasthaus mit allen Gebäudeteilen, darunter dem Saal – ortsgeschichtlich von Bedeutung. | 09275785 |
|                                         | Wohnhaus in geschlossener Bebauung | Schloßstraße 13 (Karte)                                                           | nach 1833                               | baugeschichtlich und städtebaulich von Bedeutung | 09275772 |
|                                         | Wohnhaus in offener Bebauung, ehemalige Fronfeste | Schloßstraße 14 (Karte)                                                           | 18. Jh.                                 | baugeschichtlich und ortsgeschichtlich von Bedeutung, schöne Fledermausgauben. | 09275784 |
|                                         | Wohnhaus in offener Bebauung | Schloßstraße 16 (Karte)                                                           | nach 1833                               | baugeschichtlich von Bedeutung | 09275773 |
|                                         | Wohnhaus in geschlossener Bebauung | Schloßstraße 17 (Karte)                                                           | nach 1833                               | städtebaulich von Bedeutung, Dachhäuschen | 09275770 |
|                                         | Wohnhaus in halboffener Bebauung | Schloßstraße 18 (Karte)                                                           | 1. Hälfte 19. Jh.                       | baugeschichtlich von Bedeutung | 09275705 |
|                                         | Mietshaus in Ecklage und geschlossener Bebauung | Schloßstraße 19 (Karte)                                                           | um 1900                                 | historisierende Klinkerfassade mit Eckbetonung, originale Ladenfront, baugeschichtlich von Bedeutung, Sandsteingewände | 09275704 |
|                                         | Wohnhaus in Ecklage, mit allen Gebäudeteilen um einen Hof | Schloßstraße 20 (Karte)                                                           | 1. Hälfte 19. Jh., vielleicht älter     | baugeschichtlich und städtebaulich von Bedeutung, Fassade mit einfachem Jugendstildekor. | 09275703 |
|                                         | Wohnhaus in offener Bebauung | Schützenhausgasse 1 (Karte)                                                       | um 1830                                 | baugeschichtlich von Bedeutung | 09275823 |
| Weitere Bilder                          | Ehem. Schützenhaus; heute kath. Kapelle St. Michael | Schützenhausstraße 4 (Karte)                                                      | 1882                                    | Ehemaliger Gasthof mit Anbauten und so genanntes Ladehaus – bauhistorisch und ortsgeschichtlich sowie städtebaulich von Bedeutung. Zweigeschossiger massiver Putzbau mit größeren Segmentbogenfenstern (alte Sprossung) im Obergeschoss (Saal), spätklassizistisches Türblatt, flaches Walmdach. | 09275822 |
|                                         | Steinkreuz | Talstraße (Karte)                                                                 | um 1500                                 | regionalgeschichtlich von Bedeutung | 09275870 |
|                                         | Wohnstallhaus (mit Tanzboden über dem Stall-Scheunenteil) | Talstraße 2 (Karte)                                                               | Mitte 17. Jh.                           | Obergeschoss Fachwerk, mit Kopf- und Fußstreben, baugeschichtlich und sozialgeschichtlich von Bedeutung. | 09275867 |
|                                         | Wohnhaus | Talstraße 5 (Karte)                                                               | um 1850                                 | Obergeschoss Fachwerk verschiefert, baugeschichtlich von Bedeutung | 09275871 |
|                                         | Gasthaus Altstädter Einkehr | Talstraße 8 (Karte)                                                               | Ende 19. Jh.                            | Putzbau, zwei Giebel mit Zierfachwerk, ortsgeschichtlich von Bedeutung, verwinkelter Bau, zwei Dreiecksgiebel mit Zierfachwerk. | 09275868 |
| Weitere Bilder                          | Wohnstallhaus (Umgebinde) eines Bauernhofes | Talstraße 14 (Karte)                                                              | bez. 1803                               | Obergeschoss Fachwerk, an der Rückseite zum Teil Umgebinde, baugeschichtlich von Bedeutung | 09275869 |
|                                         | Wohnstallhaus, Seitengebäude und Scheune mit daran angebautem Stallgebäude eines Bauernhofes | Talstraße 22 (Karte)                                                              | 1. Hälfte 19. Jh.                       | Fachwerkbauten, baugeschichtlich und wirtschaftsgeschichtlich von Bedeutung, Wohnstallhaus: Obergeschoss Fachwerk, Mittelvorbau mit Dreiecksgiebel, verbrettert, Stall mit Gewölbe, Seitengebäude: Fachwerk. | 09275872 |
| Direkt Bild zu diesem Denkmal hochladen | Wegestein | Talstraße 27 (nahe) (Karte)                                                       | 2. Hälfte 19. Jh.                       | verkehrsgeschichtlich von Bedeutung, Inschriften: Altstadt 2,0 km, Langenwolmsdorf 2,1 km, Heeselicht 3,7 km. | 09275877 |
| Weitere Bilder                          | Altmühle; Getreidemühle Stolpen | Talstraße 40 (Karte)                                                              | 2. Hälfte 19. Jh.                       | Mühlenanwesen mit Mühlengebäude, Seitengebäude und Mühlgraben – Seitengebäude Obergeschoss Fachwerk, Mühlgraben mit Befestigung aus Sandsteinquadern, ortsgeschichtlich und wirtschaftsgeschichtlich von Bedeutung. | 09275873 |
| Direkt Bild zu diesem Denkmal hochladen | Wohnhaus in offener Bebauung und in Ecklage | Untere Badergasse 1 (Karte)                                                       | 1. Hälfte 19. Jh.                       | baugeschichtlich von Bedeutung, Segmentbogenportal | 09275748 |
|                                         | Straßenbrücke über die Wesenitz | Untere Straße (Karte)                                                             | 1743                                    | zweibogige Sandsteinbrücke, verkehrsgeschichtlich und technikgeschichtlich von Bedeutung. | 09275864 |
| Direkt Bild zu diesem Denkmal hochladen | Schäferei-Hof mit Scheune (Nr. 7), weiterer Scheune (mit Wohnhaus-Anbau, Nr. 3), Wohnhaus (Nr. 5) und Resten der Hofmauer | Untere Straße 3; 5; 7 (Karte)                                                     | 18. Jh.                                 | eine Scheune mit abgestütztem Dachüberstand, baugeschichtlich und wirtschaftsgeschichtlich von Bedeutung. Scheune (Dach in Kielbogen-Form, Zollingerdach), Wohnhaus (Walmdach). | 09275866 |
| Direkt Bild zu diesem Denkmal hochladen | Wohnhaus in Ecklage in halboffener Bebauung | Unterm Schloß 1 (Karte)                                                           | um 1830                                 | baugeschichtlich von Bedeutung | 09275791 |
|                                         | Wohnhaus in offener Bebauung (ehemals Diakonat) | Unterm Schloß 4 (Karte)                                                           | Ende 18. Jh.                            | baugeschichtlich und ortsgeschichtlich von Bedeutung, Wohnhaus des Stolpener Chronisten Carl Christian Gercken. | 09275790 |
|                                         | Wohnhaus in halboffener Bebauung | Unterm Schloß 6 (Karte)                                                           | 2. Viertel 19. Jh.                      | baugeschichtlich von Bedeutung, Segmentbogenportal | 09275789 |
|                                         | Wohnhaus in halboffener Bebauung | Unterm Schloß 8 (Karte)                                                           | um 1800                                 | baugeschichtlich von Bedeutung, langer Bau mit zwei Eingängen | 09275788 |
| Direkt Bild zu diesem Denkmal hochladen | Wohnhaus in halboffener Bebauung und Stützmauer | Unterm Schloß 10 (Karte)                                                          | 2. Viertel 19. Jh.                      | baugeschichtlich von Bedeutung, alte Haustür | 09275787 |
|                                         | Wohnhaus in geschlossener Bebauung und in Ecklage | Unterm Schloß 12 (Karte)                                                          | 2. Viertel 19. Jh.                      | baugeschichtlich von Bedeutung, Mansarddach | 09275786 |
|                                         | Platzanlage mit Pflasterung und Laterne | Vorwerk (Karte)                                                                   | nach 1795                               | ortsgeschichtlich und wirtschaftsgeschichtlich von Bedeutung, Parzellierung der Grundstücke, Platzwände. | 09275813 |
|                                         | Wohnhaus in Ecklage und in halboffener Bebauung | Vorwerk 1 (Karte)                                                                 | bez. 1795                               | Eckhaus zur Dresdner Straße, baugeschichtlich von Bedeutung, großes Mansarddach | 09275812 |
|                                         | Wohnhaus in Ecklage und halboffener Bebauung | Vorwerk 9 (Karte)                                                                 | nach 1795                               | Obergeschoss ehemals Fachwerk, baugeschichtlich von Bedeutung | 09275815 |
|                                         | Wohnhaus in geschlossener Bebauung | Vorwerk 10 (Karte)                                                                | nach 1795                               | baugeschichtlich von Bedeutung | 09275814 |
|                                         | Wohnhaus in Ecklage und halboffener Bebauung | Vorwerk 12 (Karte)                                                                | nach 1795                               | baugeschichtlich von Bedeutung | 09275816 |
|                                         | Wohnhaus in halboffener Bebauung | Vorwerk 14 (Karte)                                                                | nach 1795                               | baugeschichtlich von Bedeutung | 09275818 |
|                                         | Wohnhaus in geschlossener Bebauung | Vorwerk 15 (Karte)                                                                | nach 1795                               | baugeschichtlich von Bedeutung | 09275817 |
|                                         | Wohnhaus in geschlossener Bebauung | Vorwerk 17 (Karte)                                                                | nach 1795                               | Obergeschoss Fachwerk verputzt, baugeschichtlich von Bedeutung | 09275819 |
|                                         | Wohnhaus in geschlossener Bebauung | Vorwerk 18 (Karte)                                                                | nach 1795                               | Obergeschoss Fachwerk verputzt, baugeschichtlich von Bedeutung | 09275820 |
| Weitere Bilder                          | Wohnhaus in Ecklage und in halboffener Bebauung | Vorwerk 19 (Karte)                                                                | nach 1795                               | baugeschichtlich von Bedeutung | 09275821 |
|                                         | Straßenbrücke über die Wesenitz | Wesenitztalstraße (Karte)                                                         | 19. Jh.                                 | einbogige Sandsteinbrücke in der Nähe der Stadtmühle, ortsbildprägend, baugeschichtlich von Bedeutung. | 09289870 |

## Heeselicht
| Bild                                    | Bezeichnung | Lage                                  | Datierung                  | Beschreibung | ID       |
| --------------------------------------- | --- | ------------------------------------- | -------------------------- | --- | -------- |
|                                         | Wohnhaus | Am Markt 7 (Karte)                    | bez. 1863                  | massives ländliches Gebäude, baugeschichtliche Bedeutung, bildprägend, bezeichnet 1863 (im Türsturz). | 09289895 |
| Weitere Bilder                          | Gasthof Zum Erbgericht | Am Markt 8 (Karte)                    | bez. 1863                  | bildprägend, bau- und ortsgeschichtliche Bedeutung, bezeichnet 1863 (Platte über der Tür) | 09289894 |
|                                         | Wohnhaus | Basteistraße 10 (Karte)               | 2. Hälfte 19. Jh.          | Obergeschoss Fachwerk, verbrettert, baugeschichtliche Bedeutung | 09289889 |
|                                         | Alte Schule | Basteistraße 11 (Karte)               | um 1890                    | Schulgebäude – vorrangig ortsgeschichtlich bedeutsam. | 09289888 |
|                                         | Wohnhaus | Basteistraße 14 (Karte)               | Ende 19. Jh.               | Obergeschoss Fachwerk, baugeschichtliche Relevanz | 09289890 |
|                                         | Wohnhaus | Basteistraße 17 (Karte)               | 2. Hälfte 19. Jh.          | Obergeschoss Fachwerk, baugeschichtliche Bedeutung | 09289891 |
|                                         | Wohnhaus | Basteistraße 18 (Karte)               | 2. Hälfte 19. Jh.          | Obergeschoss Fachwerk, baugeschichtliche Bedeutung, bildprägend | 09289893 |
| Weitere Bilder                          | Sachgesamtheit Rittergut Heeselicht, mit Einzeldenkmalen sowie Gutshof und Gutspark (Gartendenkmal), außerdem Wirtschaftsgebäude als Sachgesamtheitsteile                         | Hofestraße 1; 1a; 2; 4; 5 (Karte)     | im Kern 18. Jh.            | Sachgesamtheit Rittergut Heeselicht, mit folgenden Einzeldenkmalen: Herrenhaus, westliches Wirtschaftsgebäude, nördliche Hälfte des östlichen Wirtschaftsgebäudes und Reste der Einfriedungsmauer (Einzeldenkmal ID-Nr. 09289898) sowie Gutshof und Gutspark (Gartendenkmal), außerdem südliches Wirtschaftsgebäude und südliche Hälfte des östlichen Wirtschaftsgebäudes als nur Sachgesamtheitsteile – Struktur erhalten, orts-, baugeschichtlich und landschaftsgestaltend von Bedeutung. | 09302278 |
| Weitere Bilder                          | Herrenhaus, westliches Wirtschaftsgebäude, nördliche Hälfte des östlichen Wirtschaftsgebäudes und Reste der Einfriedungsmauer des Rittergutes (Einzeldenkmale zu ID-Nr. 09302278) | Hofestraße 1; 1a; 2 (Karte)           | im Kern 18. Jh.            | Einzeldenkmale der Sachgesamtheit Rittergut Heeselicht: Herrenhaus, westliches Wirtschaftsgebäude, nördliche Hälfte des östlichen Wirtschaftsgebäudes und Reste der Einfriedungsmauer des Rittergutes – Struktur erhalten, orts- und baugeschichtlich von Bedeutung, ehem. Rittergut (Altersheim). 1612 erstmals erwähnt, Neubau des Herrenhauses 1912. Vierseitig geschlossene Anlage, das Herrenhaus ein schlichtes zweigeschossiges Gebäude mit hohem Walmdach, die Wirtschaftsgebäude aus Bruchstein, zum Teil mit Krüppelwalmdach. (Dehio Sachsen I, 1996), Herrenhaus zweigeschossiger massiver Putzbau mit Walmdach, die Seitengebäude zweigeschossig und massiv. | 09289898 |
|                                         | Wohnstallhaus | Hofestraße 14 (Karte)                 | bez. 1832                  | Obergeschoss Fachwerk verbrettert, Giebel verschiefert, landschaftstypisches Gehöft, baugeschichtliche Bedeutung. | 09289907 |
|                                         | Wohnstallhaus mit Schuppenanbau | Hofestraße 16                         | um 1850                    | Obergeschoss Fachwerk, ortstypisches Gebäude, baugeschichtliche Bedeutung | 09289899 |
| Weitere Bilder                          | Wohnhaus, Seitengebäude und zwei Scheunen eines Vierseithofes | Hofestraße 19; 19a (Karte)            | um 1900 (Wohnhaus)         | Wohnhaus (mit Stallteil), Seitengebäude und zwei Scheunen (rechts mit Ställen) eines Vierseithofes – wichtig für das Ortsbild, baugeschichtliche Relevanz, Sandsteinplattenbelag | 09289900 |
| Weitere Bilder                          | Wohnstallhaus und Seitengebäude eines Bauernhofes | Hofestraße 20 (Karte)                 | 2. Hälfte 19. Jh.          | Wohnstallhaus Obergeschoss Fachwerk, aufgebrettert, baugeschichtliche Bedeutung, Stallgebäude/Holzscheune. | 09289901 |
|                                         | Wohnhaus | Hofestraße 23 (Karte)                 | um 1850                    | Obergeschoss Fachwerk verschiefert, ortsbildprägendes Gebäude, baugeschichtliche Bedeutung. | 09289897 |
| Weitere Bilder                          | Wegestein | Napoleonstraße                        | um 1850                    | Wegestein; verkehrsgeschichtlich von Bedeutung | 09289912 |
| Weitere Bilder                          | Denkmal für die Gefallenen des Ersten Weltkrieges | Napoleonstraße (Karte)                | nach 1918 (Kriegerdenkmal) | in Form eines Hauses, ortsgeschichtliche Bedeutung | 09289911 |
| Weitere Bilder                          | Wohnhaus | Scheibenmühlenstraße 1 (Karte)        | bez. 1863                  | Obergeschoss Fachwerk, teils verbrettert, baugeschichtliche Bedeutung, bildprägend | 09289896 |
|                                         | Wohnstallhaus | Scheibenmühlenstraße 11 (Karte)       | bez. 1863 (im Sturz)       | Obergeschoss Fachwerk, Giebel verschiefert, ortstypisches Dokument der historischen Hauslandschaft, baugeschichtlich von Bedeutung. | 09289902 |
|                                         | Wohnstallhaus | Scheibenmühlenstraße 12 (Karte)       | 2. Hälfte 19. Jh.          | Obergeschoss Fachwerk, verputzt, baugeschichtliche Bedeutung | 09289906 |
|                                         | Auszugshaus eines Bauernhofes | Scheibenmühlenstraße 13 (Karte)       | 1. Hälfte 19. Jh.          | Obergeschoss Fachwerk, baugeschichtliche und sozialgeschichtliche Bedeutung | 09289905 |
|                                         | Wohnhaus | Scheibenmühlenstraße 14 (Karte)       | bez. 1811                  | Obergeschoss Fachwerk verbrettert, mit sandsteinernem Rundbogenportal, Beispiel der historischen Hauslandschaft, baugeschichtliche Bedeutung. | 09289903 |
|                                         | Wohnstallhaus | Scheibenmühlenstraße 21 (Karte)       | um 1850                    | Obergeschoss Fachwerk, verbrettert zum Hof und im Giebel, kleines Anwesen mit unverändertem äußerem Erscheinungsbild, baugeschichtlich von Bedeutung | 09289904 |
| Weitere Bilder                          | Heeselichtmühle | Scheibenmühlenstraße 25 (Karte)       | 1853                       | Mühlenanwesen mit Wohnhaus und ehemaligem Mühlengebäude mit kleinem Vorbau, jetzt Wohnhaus – Obergeschoss Fachwerk, aufgebrettert, kleines Mühlengebäude mit verbrettertem Fachwerkobergeschoss, Gebäudekomplex von baugeschichtlicher und ortsgeschichtlicher Bedeutung. | 09289909 |
| Direkt Bild zu diesem Denkmal hochladen | Brücke über die Polenz | Scheibenmühlenstraße 25 (bei) (Karte) | bez. 1857                  | Bogenbrücke mit Geländer, Sandstein, baugeschichtlich und technikgeschichtlich von Bedeutung | 09254046 |

## Helmsdorf
| Bild                                    | Bezeichnung | Lage                                     | Datierung                        | Beschreibung | ID       |
| --------------------------------------- | --- | ---------------------------------------- | -------------------------------- | --- | -------- |
|                                         | Doppelwohnhaus | Fabrikstraße 3; 5 (Karte)                | um 1910                          | im Heimatstil, baugeschichtliche Bedeutung, verbretterte Giebel, Reformstil | 09289824 |
|                                         | Wohnstallhaus, mit Anbau | Fabrikstraße 15 (Karte)                  | um 1800                          | Obergeschoss Fachwerk, wahrscheinlich ehemalige Mühle, baugeschichtliche Bedeutung. | 09289825 |
|                                         | Straßenbrücke über die Wesenitz | Mittelweg (Karte)                        | um 1880                          | dreibogige Sandsteinbrücke, wichtiger Bestandteil des Ortsbildes und Dokument der Verkehrsgeschichte | 09289835 |
|                                         | Ehemaliges Wohnstallhaus | Mittelweg 14 (Karte)                     | 1. Hälfte 19. Jh.                | Obergeschoss Fachwerk, baugeschichtliche Bedeutung | 09289837 |
|                                         | Wohnstallhaus | Rennersdorfer Straße 2 (Karte)           | 18. Jh.                          | Obergeschoss Fachwerk, baugeschichtliche und sozialgeschichtliche Bedeutung, Fachwerk intakt, steiles Satteldach, Kehlbalkendach. | 09299183 |
|                                         | Wohnstallhaus und zwei Scheunen eines Dreiseithofes sowie Einfriedungsmauer                                                                                                   | Rennersdorfer Straße 28 (Karte)          | 2. Hälfte 19. Jh.                | alle Gebäude mit Fachwerkobergeschoss, Einfriedung als Sandsteinmauer, ortsbildprägende Anlage, baugeschichtliche Relevanz, eine Scheune mit Stall, Einfriedung: Sandsteinmauer entlang der Straße, Giebel Wohnstallhaus ornamental verschiefert. | 09289833 |
|                                         | Wohnstallhaus eines Freigutes | Rennersdorfer Straße 30 (Karte)          | Kern um 1800                     | Obergeschoss Fachwerk, baugeschichtliche Bedeutung, bildprägend | 09289834 |
|                                         | Ehemaliges Wohnstallhaus und Scheune eines Bauernhofes sowie Toreinfahrt | Schulstraße 2 (Karte)                    | bez. 1877                        | Gebäude Obergeschoss Fachwerk, zwei Sandstein-Hofeinfahrtspfeiler, wichtiger Bestandteil des Ortsbildes, baugeschichtlich von Bedeutung, massiver Putzbau, Sandsteinquader im Spitzgiebel, bezeichnet in Tafel über Tür. | 09289832 |
|                                         | Grundschule Helmsdorf | Schulstraße 9 (Karte)                    | um 1930                          | Schulgebäude, mit Einfriedung – Putzbau mit Sandsteinturm und -Treppenaufgang, originelles Beispiel der Architektur um 1930, baugeschichtlich und ortsgeschichtlich von Bedeutung, Sandsteinturm mit verschiefertem, spitzen Turm, Sandsteinsockel. | 09289831 |
|                                         | Wohnstallhaus und zwei Scheunen eines Dreiseithofes | Schulstraße 14 (Karte)                   | um 1900                          | Wohnstallhaus Obergeschoss Fachwerk mit Drempel, Wirtschaftsgebäude Obergeschoss Fachwerk, ortsbildprägende Wirkung, baugeschichtliche Bedeutung, eine Scheune mit Stall, alle Gebäude mit Sandsteinsockel, Erdgeschoss Sandsteingewände. | 09289830 |
|                                         | Wohnstallhaus eines Dreiseithofes | Schulstraße 32 (Karte)                   | Ende 19. Jh.                     | Putzbau mit Drillingsfenster im Giebel, baugeschichtlich relevant, bildprägend, massiver Putzbau mit Drempelgeschoß, Lüftungsrosetten, Sandsteinquader im Spitzgiebel. | 09289829 |
|                                         | Seitengebäude eines Dreiseithofes | Schulstraße 34 (Karte)                   | Ende 19. Jh.                     | massives Gebäude mit Zwillingsfenster im Giebel, baugeschichtliche Bedeutung. Massiver Putzbau mit Drempelgeschoss, Lüftungsrosetten, profiliertes Gesims unter Kniestock, Sandsteinquader im Spitzgiebel. | 09289828 |
|                                         | Wegestein | Wesenitzstraße (Karte)                   |                                  | | 09289836 |
| Weitere Bilder                          | Katharinenkirche Helmsdorf | Wesenitzstraße 2; 4 (Karte)              | 1473 erstmals urkundlich erwähnt | Kirche, Kirchhof und Einfriedung mit Kirchhofstor – schlichter Saalbau, ursprünglich mit Dachreiter, Spitzbogenportal, zwei Sandsteinpfeilern als Eingang zum Kirchhof, von orts- und baugeschichtlicher Bedeutung. | 09254374 |
| Direkt Bild zu diesem Denkmal hochladen | Ehemaliges Schulgebäude | Wesenitzstraße 12 (Karte)                | bez. 1892–1893                   | ortsgeschichtliche Bedeutung, Sandsteingewände | 09289851 |
|                                         | Wohnhaus und Scheune eines Bauernhofes | Wesenitzstraße 14 (Karte)                | 2. Hälfte 19. Jh.                | massives, ortstypisches Bauernhaus, Fachwerkscheune, baugeschichtliche Bedeutung, Scheune mit großem, hölzernem Segmentbogentor. | 09289852 |
|                                         | Wohnhaus und Seitengebäude eines Bauernhofes | Wesenitzstraße 15 (Karte)                | bez. 1864                        | baugeschichtliche Bedeutung, im Giebel Sandsteinquader und Palladiomotiv, massiver Putzbau, Seitengebäude massiv | 09289846 |
|                                         | Wohnstallhaus, Seitengebäude (mit offenem Scheunenanbau), Stallgebäude und Scheune eines Vierseithofes                                                                        | Wesenitzstraße 24; 26 (Karte)            | bez. 1848                        | Wohnstallhaus mit Fachwerkobergeschoss und Segmentbogenportal, Seitengebäude in Fachwerkbauweise, sehr schöne, unverändert erhaltene Hofanlage mit authentischen Einzelgebäuden, Wert für das Ortsbild, baugeschichtliche Bedeutung, Wohnstallhaus (Obergeschoss Fachwerk): bezeichnet im Schlussstein. | 09289850 |
|                                         | Wohnstallhaus und Scheune eines Bauernhofes | Wesenitzstraße 27; 29a; 29b; 29c (Karte) | bez. 1883                        | Wohnstallhaus (Nr. 27) und Scheune (Nr. 29a-c) eines Bauernhofes – Wohnstallhaus massiver Putzbau mit Drillingsfenster im Giebel, Scheune Obergeschoss Fachwerk, baugeschichtliche Bedeutung, Wohnstallhaus: Giebel und Erdgeschoss Sandstein, bezeichnet in Tafel über Tür. | 09289844 |
|                                         | Häusleranwesen | Wesenitzstraße 28 (Karte)                | 2. Hälfte 19. Jh.                | Obergeschoss Fachwerk, kleines schlichtes Anwesen mit vorrangiger Bedeutung für das Ortsbild, sozialgeschichtlicher Wert, originales Fachwerk, verstärkter Putz. | 09289847 |
|                                         | Gasthof Zum Erbgericht | Wesenitzstraße 31 (Karte)                | um 1900                          | Gasthof mit Saalanbau – aufwändig gestaltetes Gebäude mit Bedeutung für das Ortsbild und die Ortsgeschichte, Saalanbau mit rundbogigen Fenstern. | 09289838 |
|                                         | Wohnstallhaus eines Bauernhofes | Wesenitzstraße 33 (Karte)                | bez. 1860                        | Obergeschoss Fachwerk, baugeschichtliche Bedeutung | 09289839 |
|                                         | Häusleranwesen | Wesenitzstraße 66 (Karte)                | um 1850                          | Obergeschoss Fachwerk verschiefert, sozialhistorische und baugeschichtliche Bedeutung | 09289855 |
|                                         | Wohnstallhaus und Scheune eines Bauernhofes | Wesenitzstraße 67 (Karte)                | 18. Jh.                          | Wohnstallhaus Obergeschoss Fachwerk mit Kofpstreben, Scheune verbrettert, zum Teil besondere baugeschichtliche Bedeutung, Fachwerk des Wohnstallhauses mit Kopfbändern. | 09289854 |
|                                         | Wohnstallhaus (mit integriertem Scheunenteil) und Schuppenanbau | Wesenitzstraße 79 (Karte)                | um 1850                          | Obergeschoss Fachwerk, zum Teil verbrettert, bildprägend, baugeschichtliche Bedeutung. | 09289856 |
|                                         | Kriegerdenkmal für die Gefallenen des Ersten Weltkrieges | Wesenitzstraße 79 (bei)                  |                                  | Kriegerdenkmal für die Gefallenen des Ersten Weltkrieges – ortsgeschichtlich von Bedeutung. | 09303307 |
|                                         | Häusleranwesen, mit Anbau | Wesenitzstraße 88 (Karte)                | 2. Hälfte 19. Jh.                | Wohnstallhaus schlichter Putzbau, Giebel verbrettert, bau- und sozialgeschichtliche Bedeutung | 09289859 |
|                                         | Wohnstallhaus mit Scheunenanbau | Wesenitzstraße 109 (Karte)               | 19. Jh.                          | Obergeschoss Fachwerk, Aussiedlerhaus am Ortsrand, sozialgeschichtliche und baugeschichtliche Bedeutung. | 09289821 |
| Weitere Bilder                          | Sachgesamtheit Vorwerk Helmsdorf, mit mehreren Einzeldenkmalen mit Gutspark und Allee (Gartendenkmale) sowie Wirtschaftsgebäude und ehem. Baumgarten als Sachgesamtheitsteile | Wilschdorfer Straße 2; 4; 6; 8 (Karte)   | im Kern 1597                     | Sachgesamtheit Vorwerk Helmsdorf, mit folgenden Einzeldenkmalen: Herrenhaus (Nr. 2/4), südliches Wirtschaftsgebäude (Nr. 6/8) und Wasserpumpstation (Technisches Denkmal) (Einzeldenkmal ID-Nr. 09289827), Wohnstallhaus (Einzeldenkmal ID-Nr. 09289827), dazu Gutspark und Allee (Gartendenkmale), sowie das nördliche Wirtschaftsgebäude (Nr. 10) und Teile des ehemaligen Baumgartens im Norden als Sachgesamtheitsteile – wichtig für das Ortsbild und die Ortsgeschichte. | 09303375 |
| Weitere Bilder                          | Wohnstallhaus, Kontext zum Vorwerk (Einzeldenkmal zu ID-Nr. 09303375) | Wilschdorfer Straße (Karte)              | um 1800                          | Einzeldenkmal der Sachgesamtheit Vorwerk Helmsdorf: Wohnstallhaus, Kontext zum Vorwerk – Fachwerkhaus ortsbildprägend und ortsgeschichtlich von Bedeutung. | 09289826 |
| Weitere Bilder                          | Herrenhaus (Einzeldenkmale zu ID-Nr. 09303375) | Wilschdorfer Straße 2; 4; 6; 8 (Karte)   | im Kern 1597                     | Einzeldenkmale der Sachgesamtheit Vorwerk Helmsdorf: Herrenhaus (Nr. 2/4), südliches Wirtschaftsgebäude (Nr. 6/8) sowie Wasserpumpstation (Technisches Denkmal) – ortsbildprägend und ortsgeschichtlich von Bedeutung, Schloss: (1595? bezeichnet im ehemaligen Sitznischenportal/Tafel mit Biene), Ausstattung von 1909, viel Holz, Treppenhäuser u. a., unten Saal mit Kreuzgratgewölbe (alt?), Schlussstein bezeichnet „Thomas Muller der Zeit Ampt Schosser“, Rundbogenportal mit Schlussstein, dieser bezeichnet 1597, langgestreckter, zweigeschossiger Bau mit Satteldach und Volutengiebeln sowie mächtigem Rundturm an der Westseite, bezeichnet 1909. | 09289827 |
| Direkt Bild zu diesem Denkmal hochladen | Wohnhaus und Scheune eines Bauernhofes | Wilschdorfer Straße 46 (Karte)           | 2. Hälfte 19. Jh.                | weitgehend ursprünglich erhalten, baugeschichtlich von Bedeutung, 2-geschossiger massiver Putzbau, Scheune rechtwinklig angrenzend. | 08967707 |
| Direkt Bild zu diesem Denkmal hochladen | Wohnstallhaus eines Bauernhofes | Ziegeleistraße 7 (Karte)                 | bez. 1869                        | massiver Putzbau mit Sandsteingewänden, bezeichnet 1869 in Tafel über Tür, baugeschichtliche Bedeutung. | 09289822 |
| Direkt Bild zu diesem Denkmal hochladen | Ziegelei-Ringofen mit Schornstein | Ziegeleistraße 15 (Karte)                | 1895                             | Bedeutung für die Produktionsgeschichte und Ortsgeschichte | 09289823 |

## Langenwolmsdorf
| Bild                                    | Bezeichnung | Lage                                | Datierung                                   | Beschreibung | ID       |
| --------------------------------------- | --- | ----------------------------------- | ------------------------------------------- | --- | -------- |
|                                         | Triangulationssäule | (Karte)                             |                                             | Triangulationssäule, Station 2. Ordnung – vermessungsgeschichtlich und technikgeschichtlich von Bedeutung. Die Station Grossenberg wurde im Oktober 1865 auf der höchsten Kuppe des Leinerts- oder Grossesberges nördlich des Dorfes Langenwolmsdorf bei Stolpen errichtet. Das Bergareal gehörte der Gutsbesitzerfamilie Grosse, auf die sich die Namensgebung bezieht und der für den Bau der Säule Land abgekauft wurde. Der Pfeiler ist 1,40 m hoch und aus Granit gefertigt. Er ist mit der Inschrift „Station/GROSSENBERG/der/Kön.Sächs./Triangulirung/1865.“ und Abdeckplatte vollständig erhalten. | 09305034 |
|                                         | Häusleranwesen | Am Steinbruch 1 (Karte)             | 1. Hälfte 19. Jh.                           | Obergeschoss Fachwerk, bau- und sozialgeschichtliche Bedeutung, verschiefert, Krüppelwalm. | 09289812 |
|                                         | Häusleranwesen | Am Steinbruch 4 (Karte)             | 1. Hälfte 19. Jh.                           | Obergeschoss Fachwerk, sozial- und baugeschichtliche Relevanz | 09289810 |
| Direkt Bild zu diesem Denkmal hochladen | Straßenbrücke | Bergstraße (Karte)                  | 19. Jh.                                     | Bruchstein-Bogenbrücke, baugeschichtlich von Bedeutung | 09303297 |
|                                         | Wohnstallhaus und Seitengebäude eines Bauernhofes sowie Sandsteintrog                                                                       | Bergstraße 2 (Karte)                | um 1800                                     | Wohnstallhaus Obergeschoss Fachwerk verputzt, Seitengebäude Obergeschoss Fachwerk, bauhistorische Bedeutung, Wohnstallhaus mit Segmentbogenportal. | 09289783 |
| Weitere Bilder                          | Gasthof Erbgericht | Bergstraße 3 (Karte)                | um 1800                                     | Gasthof (ohne hinteren Anbau) – Obergeschoss Fachwerk, von ortsgeschichtlichem und ortsbildprägendem Wert. | 09289784 |
|                                         | Wohnhaus | Bergstraße 4 (Karte)                | 18. Jh.                                     | Obergeschoss Fachwerk, zum Teil verbrettert, regionaltypisch, baugeschichtlich relevant, straßenseitig neue Verbretterung. | 09289787 |
| Weitere Bilder                          | Sachgesamtheit Dorfkirche und Kirchhof Langenwolmsdorf, mit Einzeldenkmalen, Kirche mit Einfriedung, Torhaus sowie Kirchhof (Gartendenkmal) | Bergstraße 6 (Karte)                | bez. 1652 in Wetterfahne (Kirche)           | Sachgesamtheit Dorfkirche und Kirchhof Langenwolmsdorf, mit folgenden Einzeldenkmalen: Kirche mit Einfriedung, Torhaus und Kriegerdenkmal für die Gefallenen des Ersten Weltkrieges (Einzeldenkmal ID-Nr. 09289785) sowie Kirchhof (Gartendenkmal) – die Kirche ein barocker Saalbau mit stattlichem Dachreiter, im Innern klassizistische überformt, markanter Kirchhof, baugeschichtlich, ortsgeschichtlich und ortsbildprägend von Bedeutung. | 09303733 |
| Weitere Bilder                          | Kirche Langenwolmsdorf, Torhaus und Kriegerdenkmal für die Gefallenen des Ersten Weltkrieges (Einzeldenkmale zu ID-Nr. 09303733)            | Bergstraße 6 (Karte)                | bez. 1652 in Wetterfahne (Kirche)           | Einzeldenkmale der Sachgesamtheit Dorfkirche und Kirchhof Langenwolmsdorf: Kirche mit Einfriedung, Torhaus und Kriegerdenkmal für die Gefallenen des Ersten Weltkrieges – die Kirche ein barocker Saalbau mit stattlichem Dachreiter, im Innern klassizistische überformt, markanter Kirchhof, baugeschichtlich, ortsgeschichtlich und ortsbildprägend von Bedeutung. | 09289785 |
| Weitere Bilder                          | Pfarrhaus | Bergstraße 7 (Karte)                | um 1880/1890                                | orts- und baugeschichtlich von Bedeutung, Bau mit Drempel, Mittelrisalit und Bedachungen | 09289786 |
| Weitere Bilder                          | Wegestein | Hauptstraße 61 (bei) (Karte)        | 19. Jh.                                     | verkehrsgeschichtlich von Bedeutung, Wegesäule (Sandstein), mit Inschrift: Cunnersdorf 1 h, Stolpen 1/2 h | 09289762 |
| Direkt Bild zu diesem Denkmal hochladen | Eisenbahnunterführung | Hauptstraße (Karte)                 | 19. Jh.                                     | baugeschichtlich von Bedeutung | 09303294 |
|                                         | Gasthof »Grüne Aue« | Hauptstraße 1 (Karte)               | 1903 (Auskunft), Kern 2. Hälfte 19. Jh.     | von baugeschichtlicher, ortsgeschichtlicher sozialgeschichtlicher und verkehrsgeschichtlicher Bedeutung, Bau auf rechteckigem Grundriss, mit flachem Mittelrisalit, Quaderkanten durch Putz betont, zweigeschossiger massiver Putzbau mit markantem Drempelgeschoss und flachem Satteldach mit Überstand. | 09289756 |
|                                         | Freigut Langenwolmsdorf | Hauptstraße 3a; 3b (Karte)          | 18. Jh. im Kern, spätere Umbauten           | Herrenhaus eines ehemaligen Freigutes sowie Brunnenhaus – repräsentatives Gutshaus, Gebäude betont durch Mittelrisalit mit Dreiecksgiebel und Sandsteinrelief, von bau- und ortsgeschichtlichem Wert, Dachgeschoss und hofseitige Treppenaufgänge aus späterer Zeit, im Erdgeschoss großer, gewölbter Raum, Gebäude betont durch Mittelrisalit mit Dreiecksgiebel und Sandsteinrelief mit Ährenbündeln, Brunnen auf polygonalem Grundriss, mit Zeltdach, Laterne und Haube. | 09289757 |
| Direkt Bild zu diesem Denkmal hochladen | Wohnstallhaus und Scheune sowie Hofpflasterung eines Dreiseithofes                                                                          | Hauptstraße 11 (Karte)              | 18. Jh.                                     | Wohnstallhaus Obergeschoss Fachwerk, baugeschichtlich relevant, bildprägend, Wohnstallhaus zum Hof hin verbrettert, Hofpflasterung zum Teil erhalten, im Giebel Zierfachwerk. | 09289758 |
|                                         | Transformatorenhäuschen | Hauptstraße 23 (gegenüber) (Karte)  | um 1910                                     | technikgeschichtliche Bedeutung | 09303296 |
| Weitere Bilder                          | Kirchmühle Langenwolmsdorf | Hauptstraße 44 (Karte)              | 1559                                        | Wohnstallhaus – rückseitig Fachwerk, Emblem mit zwei Löwen über der Tür, technik- und ortsgeschichtliche Relevanz, ortsbildprägend. | 09289769 |
| Direkt Bild zu diesem Denkmal hochladen | Wohnhaus | Hauptstraße 45 (Karte)              | 18. Jh.                                     | Obergeschoss Fachwerk, authentische Konstruktion, baugeschichtlich von Bedeutung | 09303295 |
|                                         | Wohnstallhaus eines Dreiseithofes | Hauptstraße 48 (Karte)              | bez. 1866                                   | massive Giebelseite, seitlich Fachwerk mit Drempel, baugeschichtliche Bedeutung, Lüftungsrosetten, Sandsteingewände, Satteldach mit Schiefer, unsaniert, bezeichnet in Stein über Tür, stattlicher Bau mit ausgewogenen Proportionen, ortsbildprägend. | 09289788 |
|                                         | Alte Schule | Hauptstraße 50                      | um 1850                                     | Ehem. Schule – von ortsgeschichtlichem Wert. | 09289771 |
|                                         | Zwei Wohnstallhäuser und Scheune (mit Ställen) eines Bauernhofes                                                                            | Hauptstraße 60a; 60b (Karte)        | 18. Jh. (1. Wohnstallhaus)                  | beide Wohnstallhäuser im Obergeschoss Fachwerk, ein Wohnstallhaus mit besonderer baugeschichtlicher Relevanz, 1. Wohnstallhaus (vor 1800?): im Obergeschoss ganz kleine, unregelmäßig verteilte Fenster, hohes Satteldach, 2. Wohnstallhaus (um 1850): im Obergeschoss liegende Fenster, neu. | 09289815 |
|                                         | Wohnstallhaus und Seitengebäude eines Dreiseithofes                                                                                         | Hauptstraße 62a; 62b (Karte)        | bez. 1832                                   | Wohnstallhaus Obergeschoss Fachwerk verputzt, Seitengebäude mit Drempel, stattliche Gebäude eines dominanten Bauernhofes, von bauhistorischem und ortsbildprägendem Wert, 1.: Fachwerkhaus verputzt, bezeichnet 1832 (im Türsturz), mit Fledermausgaupen, versetzt, Pferdestallportal zur Hälfte vermauert, Kuhstall offen, alle drei Eingänge überdacht, erhalten, Fenster im 1. Obergeschoss unregelmäßig, alle zweiflügelig, Stall mit Gewölben, Krüppelwalm mit Biberschwänzen, 2.: Seitengebäude 2. H. 19. Jh., Obergeschoss Fachwerk mit Drempelgeschoss, Sandsteingewände.                          | 09289774 |
| Direkt Bild zu diesem Denkmal hochladen | Wohnstallhaus und Scheune eines Bauernhofes                                                                                                 | Hauptstraße 67 (Karte)              | um 1800                                     | Wohnstallhaus Obergeschoss Fachwerk verbrettert, Holzscheune, baugeschichtliche Bedeutung. | 09289763 |
|                                         | Wohnhaus | Hauptstraße 68 (Karte)              | um 1875                                     | massives ländliches Gebäude (wohl Handwerksbetrieb), baugeschichtlich von Bedeutung. Ziegelbau, verputzt, Satteldach, Sandstein- und verschiedene, profilierte Putzgewände, geschwungen, übergiebelter Mittelrisalit. | 09289775 |
| Direkt Bild zu diesem Denkmal hochladen | Wohnstallhaus eines Bauernhofes | Hauptstraße 69 (Karte)              | um 1800                                     | Obergeschoss Fachwerk, verputzt, unverändert erhaltenes Beispiel der historischen Hauslandschaft des Ortes, baugeschichtlich von Bedeutung. | 09289764 |
| Direkt Bild zu diesem Denkmal hochladen | Scheune (mit Stallteil) eines Bauernhofes                                                                                                   | Hauptstraße 83 (Karte)              | 2. Hälfte 19. Jh.                           | Bruchsteinscheune, aufwändig gestaltetes Gebäude (Rundbogenstil), baugeschichtlich von Bedeutung, verputzt, im Obergeschoss kleine, gedoppelte, rundbogige Fenster, Gesims über Erdgeschoss (Putz), Sandsteingewände. | 09289765 |
|                                         | Wohnhaus | Hauptstraße 88 (Karte)              | um 1850                                     | Obergeschoss Fachwerk, baugeschichtliche Relevanz | 09289813 |
|                                         | Alte Schmiede | Hauptstraße 90 (Karte)              | bez. 1856                                   | Ehem. Schmiede – Obergeschoss Fachwerk, Signet im Türsturz, an der Fassade Ringe zum Anbinden der Pferde, von orts- und bauhistorischer Bedeutung, im Giebel Reste von Verschieferung. | 09289807 |
|                                         | Gasthof Langenwolmsdorf mit Anbau | Hauptstraße 92 (Karte)              | 2. Hälfte 19. Jh.                           | bau- und ortsgeschichtliche Bedeutung, Massivbau, verputzt, Sandsteingewände, zum Teil überputzt. | 09289805 |
| Direkt Bild zu diesem Denkmal hochladen | Wohnstallhaus | Hauptstraße 95 (Karte)              | 18. Jh. oder älter                          | Obergeschoss Fachwerk, ältere Generation regionaltypischer Holzbauweise, besondere baugeschichtliche Relevanz, einriegeliges Fachwerk, Streben, ältere Generation regionaltypischer Holzbauweise. | 09289766 |
|                                         | Wohnstallhaus eines Bauernhofes | Hauptstraße 98 (Karte)              | um 1850                                     | Obergeschoss Fachwerk, schlichtes, ortstypisches Anwesen mit baugeschichtlicher Relevanz, sehr schönes Schiefermuster an der Giebelseite, unsaniert, im Giebel verschiefert, an den Längsseiten im Obergeschoss (verkleidet), zwei Gebäudeteile im Winkel. | 09289801 |
| Direkt Bild zu diesem Denkmal hochladen | Wohnstallhaus eines Bauernhofes | Hauptstraße 99 (Karte)              | bez. 1862                                   | Obergeschoss hofseitig Fachwerk mit Drempelgeschoss, Giebelseite aus Sandsteinquadern, baugeschichtliche Bedeutung, Giebel aus gleichmäßigen Sandsteinquadern, bezeichnet 1862 (in Tafel über der Tür), sehr stattliches Gebäude in landschaftstypischer Ausbildung. | 09289768 |
|                                         | Häuslerhaus mit Schuppenanbau | Hauptstraße 102 (Karte)             | 2. Hälfte 19. Jh., Kern älter               | Obergeschoss Fachwerk, verbrettert, regionaltypisch, baugeschichtliche Relevanz | 09289800 |
|                                         | Häuslerhaus | Hauptstraße 106 (Karte)             | 1. Hälfte 19. Jh.                           | Obergeschoss Fachwerk, bau- und sozialgeschichtliche Bedeutung | 09289797 |
|                                         | Rathaus | Hauptstraße 109 (Karte)             | bez. 1925                                   | Gemeindeamt im Heimatstil, bau- und ortsgeschichtliche Relevanz, mit Sandsteinsockel, Sandsteingewände, Krüppelwalm, bezeichnet über Tafel an Straßenfassade. | 09289770 |
|                                         | Wohnstallhaus eines Bauernhofes | Hauptstraße 110 (Karte)             | 1. Hälfte 19. Jh.                           | Obergeschoss Fachwerk, teils verputzt, teils verbrettert, baugeschichtliche Bedeutung | 09289796 |
|                                         | Wohnhaus (ehemalige Bäckerei) | Hauptstraße 113 (Karte)             | um 1900                                     | zeittypischer Putzbau, von orts- und baugeschichtlichem Interesse, mit Mittelrisalit und Zwerchgiebel | 09289816 |
|                                         | Wohnhaus (mit drei Hausnummern) | Hauptstraße 117; 117a; 117b (Karte) | um 1920                                     | traditionalistischer Putzbau mit figürlichen und ornamentalen Putzreliefs und Spruchband, baugeschichtliche Bedeutung, Bandtext: „Ohne Fleiß kein Preis“. | 09289773 |
|                                         | Wohnstallhaus und Seitengebäude eines Vierseithofes                                                                                         | Hauptstraße 118a (Karte)            | bez. 1910                                   | Wohnstallhaus ein massiver Putzbau, bezeichnet 1910 in Tafel am Giebel, Seitengebäude Obergeschoss Fachwerk mit Drempelgeschoss, ortsbildprägende Hofanlage, baugeschichtliche Bedeutung, Seitengebäude (um 1850): Erdgeschoss massiv in Bruchstein und Ziegel. | 09289793 |
| Weitere Bilder                          | Wohnhaus, zwei Seitengebäude und Scheune eines Vierseithofes                                                                                | Hauptstraße 119 (Karte)             | um 1890                                     | stattlicher Bauernhof, massive Putzbauten, baugeschichtliche Bedeutung, Wohnhaus: Fassade mit Einflüssen städtischer Architektur, zweigeschossiger massiver Putzbau, Walmdach, Seitengebäude massiv. | 09229997 |
|                                         | Seitengebäude eines ehemaligen Vierseithofes                                                                                                | Hauptstraße 120 (Karte)             | um 1850                                     | mit Fachwerkobergeschoss, baugeschichtliche Bedeutung, Erdgeschoss massiv in Bruchstein, Sandsteinblöcke an Ecken, Sandsteingewände und Korbbogenportal. | 09289791 |
| Direkt Bild zu diesem Denkmal hochladen | Wohnstallhaus eines Bauernhofes | Hauptstraße 129a (Karte)            | 1703                                        | Obergeschoss Fachwerk, regionaltypisch, bauhistorische Relevanz | 09289777 |
|                                         | Wohnstallhaus und Scheune (mit Schuppenanbau) eines Bauernhofes                                                                             | Hauptstraße 135 (Karte)             | 18. Jh.                                     | Wohnstallhaus mit verbrettertem Fachwerkobergeschoss, Scheune Obergeschoss Fachwerk, landschaftstypisch, baugeschichtliche Bedeutung. | 09289778 |
|                                         | Wohnstallhaus eines Bauernhofes | Hauptstraße 137a (Karte)            | bez. 1856                                   | Obergeschoss zum Teil Fachwerk, baugeschichtliche Bedeutung, bezeichnet im Türsturz. | 09289814 |
|                                         | Ehemaliges Wohnstallhaus eines Bauernhofes                                                                                                  | Hauptstraße 139 (Karte)             | um 1850                                     | Obergeschoss Fachwerk, ortstypisch, baugeschichtliche Bedeutung, Giebel verkleidet, Erdgeschoss Sandsteingewände. | 09289806 |
|                                         | Wohnstallhaus eines Bauernhofes | Hauptstraße 143 (Karte)             | bez. 1800                                   | Obergeschoss Fachwerk, bezeichnet 1800 im Türsturz, Dokument der historischen Hauslandschaft des Ortes, baugeschichtlich von Bedeutung. | 09289804 |
|                                         | Wohnstallhaus eines Vierseithofes | Hauptstraße 147 (Karte)             | bez. 1835                                   | Obergeschoss Fachwerk, ortstypisch, baugeschichtliche Bedeutung, Krüppelwalm | 09289802 |
|                                         | Wohnstallhaus und Seitengebäude eines Bauernhofes                                                                                           | Hauptstraße 151; 151a (Karte)       | 1857                                        | Wohnstallhaus (Nr. 151) und Seitengebäude (Nr. 151a) eines Bauernhofes – beide Gebäude Obergeschoss Fachwerk, bild- und strukturprägend, baugeschichtliche Bedeutung. Hinweis: Ehem. Wohnstallhaus Nr. 151 ist abgerissen. | 09289799 |
|                                         | Wohnstallhaus eines Dreiseithofes | Hauptstraße 167 (Karte)             | bez. 1857                                   | Obergeschoss Fachwerk verputzt, zum Teil verschiefert, baugeschichtliche Bedeutung, Erdgeschoss und ein Giebel massiv, gehört zum Kunsthandwerkerhaus, an einem Giebel schöne Schieferbildwand, bezeichnet im Segmentbogenportal. | 09289792 |
| Weitere Bilder                          | Luschdorfhof | Im Polenztal 4 (Karte)              | 1927–1928                                   | Wohnhaus (mit Anbau) – Putzbau mit hohem Walmdach, in Art eines barocken Herrenhauses, Bestandteil einer landwirtschaftlichen Anlage im Heimatstil, vom ehemaligen Besitzer der nahe gelegenen Bockmühle (befindet sich im Polenztal) auf den Feldern der Wüstung Luschdorf errichtet, von architekturhistorischem und ortsgeschichtlichem Interesse. | 09289819 |
| Weitere Bilder                          | Wohnhaus und altes Verwalter-Wohnhaus des ehem. Vorwerks Langenwolmsdorf                                                                    | Stolpner Straße 1; 3 (Karte)        | 18. Jh., später überformt (Nr. 3, Wohnhaus) | Wohnhaus (Nr. 1) und altes Verwalter-Wohnhaus (Nr. 3) sowie Toreinfahrt eines Vorwerks – Wohnhaus historisierende Putzfassade mit Balkon und Stuckdekor, Verwalter-Wohnhaus mit Fachwerkobergeschoss, zwei Hofeinfriedungspfeiler, ehemalige Schäferei, bauhistorische und ortsgeschichtliche Bedeutung, Wohnhaus: Erdgeschoss massiv in Bruchstein, spitzbogige Fensteröffnungen, Tür, Dach und Fachwerk vermutlich Barock, villenartiges Wohnhaus: gegiebelter Mittelrisalit, Dachüberstand, dekorative Firstziegel, mit Balkon und Stuckdekor wohl errichtet als Schäferei, dann Vorwerk.               | 09289780 |
|                                         | Häusleranwesen | Stolpner Straße 12 (Karte)          | 1. Hälfte 19. Jh.                           | Obergeschoss Fachwerk, verputzt, bau- und sozialgeschichtliche Bedeutung | 09289767 |
| Weitere Bilder                          | Gaststätte „Goldener Apfel“ | Stolpner Straße 13; 13a (Karte)     | um 1850                                     | Gasthof, ohne Saalanbau – Obergeschoss Fachwerk, von Bedeutung für Orts- und Baugeschichte. | 09289781 |
| Weitere Bilder                          | Zwei Wohnhäuser, Seitengebäude und Scheune eines Vierseithofes                                                                              | Stolpner Straße 19; 19a; 21 (Karte) | 1862                                        | Wohnhaus (Nr. 19a), weiteres Wohnhaus (ehemaliges Seitengebäude, Nr. 21), Seitengebäude (Nr. 19) und Scheune sowie Toreinfahrt eines Vierseithofes – repräsentativer Vierseithof. | 09289779 |
| Direkt Bild zu diesem Denkmal hochladen | Eisenbahnbrücke | Viebigt (Karte)                     | 1880                                        | sechsbogige Granitbrücke, von Interesse für die Verkehrsgeschichte | 09289818 |

## Lauterbach
| Bild                                    | Bezeichnung                                                                                                   | Lage                      | Datierung            | Beschreibung | ID       |
| --------------------------------------- | --- | ------------------------- | -------------------- | --- | -------- |
| Weitere Bilder                          | Gedenksäule                                                                                                   | Dorfstraße (Karte)        |                      | Gedenksäule; Sandsteinsäule, zum Gedächtnis an die Einführung des Gregorianischen Kalenders im Jahre 1584, als es in einem Jahr zwei Ostern gab, ortsgeschichtlich von Bedeutung.                                                    | 09289925 |
|                                         | Wohnhaus eines Bauernhofes                                                                                    | Dorfstraße 9 (Karte)      | um 1850              | Obergeschoss Fachwerk, verbrettert, baugeschichtlich von Bedeutung, Fenster im Erdgeschoss vergrößert. Anmerkung: Das Haus unter Denkmalschutz ist Nr. 9                                                                             | 09289916 |
|                                         | Wohnstallhaus eines Bauernhofes                                                                               | Dorfstraße 13 (Karte)     | bez. 1900            | Obergeschoss Fachwerk, baugeschichtliche Bedeutung, Wohnstallhaus mit Drempelgeschoss, hier und im Obergeschoss Fachwerk, Giebel verbrettert, Fenster im Drempel segmentbogig, bezeichnet „Erbaut 1900“ (im Sturz).                  | 09289917 |
| Direkt Bild zu diesem Denkmal hochladen | Häuslerhaus, mit Schuppenanbau                                                                                | Dorfstraße 18 (Karte)     | 1. Hälfte 19. Jh.    | Fachwerkgebäude, ortstypisches Zeugnis der historischen Hauslandschaft, sozialgeschichtlich von Bedeutung. | 09289915 |
| Weitere Bilder                          | Gasthof Erblehngericht                                                                                        | Dorfstraße 19 (Karte)     | bez. 1886            | Gasthof mit Saalanbau – bau- und ortshistorische Bedeutung | 09289918 |
|                                         | Wohnstallhaus und Scheune eines Bauernhofes                                                                   | Dorfstraße 30 (Karte)     | bez. 1905            | Wohnstallhaus Obergeschoss Fachwerk verschiefert, Scheune Obergeschoss Fachwerk, baugeschichtliche Bedeutung. | 09289935 |
|                                         | Wohnstallhaus eines Dreiseithofes                                                                             | Dorfstraße 31 (Karte)     | Ende 19. Jh.         | Putzbau mit Drempelgeschoss und Drillingsfenster im Giebel, baugeschichtliche Bedeutung | 09289919 |
|                                         | Wohnstallhaus und Scheune eines Bauernhofes                                                                   | Dorfstraße 33 (Karte)     | um 1850              | Wohnstallhaus Obergeschoss Fachwerk verbrettert, Holzscheune, baugeschichtlich von Bedeutung. | 09289920 |
| Weitere Bilder                          | Kirche Lauterbach                                                                                             | Dorfstraße 51 (Karte)     |                      | Kirche mit Kirchhof sowie Einfriedung mit Toranlage, außerdem Kriegerdenkmal für die Gefallenen des Ersten Weltkrieges. | 09289924 |
|                                         | Kriegerdenkmal Lauterbach                                                                                     | Dorfstraße 51 (Karte)     |                      | Kriegerdenkmal für die Gefallenen des Ersten Weltkriegesauf dem Kirchhof in Lauterbach. | 09289924 |
| Weitere Bilder                          | Pfarrhaus | Dorfstraße 53 (Karte)     | um 1870              | bau- und ortsgeschichtliche Bedeutung | 09289923 |
| Weitere Bilder                          | Wohnstallhaus eines Bauernhofes                                                                               | Dorfstraße 55 (Karte)     | um 1800, evtl. älter | Obergeschoss Fachwerk, bildprägend, baugeschichtliche Bedeutung | 09289922 |
| Direkt Bild zu diesem Denkmal hochladen | Türgewände im Gebäudeinneren                                                                                  | Dorfstraße 74             |                      | Türgewände im Gebäudeinneren; Naturstein-Türgewände, kunsthandwerksgeschichtlich von Bedeutung. | 09289926 |
|                                         | Wohnstallhaus, Seitengebäude und Scheune eines Dreiseithofes, sowie Sandsteinplatten im Hof und Sandsteintrog | Dorfstraße 76 (Karte)     | bez. 1850            | Wohnstallhaus und Seitengebäude Obergeschoss Fachwerk, Holzscheune, bild- und strukturprägende Hofanlage, baugeschichtlich von Bedeutung, verschiefert/bezeichnet im Sturz, Stall mit schönen Gewölben.                              | 09289927 |
|                                         | Wohnstallhaus eines Bauernhofs                                                                                | Dorfstraße 110 (Karte)    | Ende 19. Jh.         | großes massives Gebäude mit Drempelgeschoss, gekuppelte Fenster im Giebel, wissenschaftlich-dokumentarischer Wert, baugeschichtlich von Bedeutung, Fenster ohne Gliederung.                                                          | 09289928 |
|                                         | Wohnstallhaus                                                                                                 | Dorfstraße 111 (Karte)    | wohl vor 1800        | Obergeschoss Fachwerk, Konstruktion weitgehend erhalten, baugeschichtliche Bedeutung, Erdgeschoss massiv, Obergeschoss verputzt, Satteldach.                                                                                         | 09289930 |
|                                         | Wohnstallhaus eines Bauernhofes                                                                               | Dorfstraße 126 (Karte)    | Ende 19. Jh.         | Obergeschoss Fachwerk, baugeschichtliche Bedeutung | 09289929 |
| Weitere Bilder                          | Wohnstallhaus (mit Backofenanbau) und Toreinfahrt eines Bauernhofes                                           | Niedere Straße 26 (Karte) | um 1850              | Obergeschoss Fachwerk verschiefert, Toranlage mit zwei Hofeinfahrtspfeilern, wissenschaftlich-dokumentarischer Wert, baugeschichtliche Relevanz, Wohnstallhaus Obergeschoss Fachwerk, verschiefert, Sandsteingewände im Erdgeschoss. | 09289914 |
|                                         | Wohnstallhaus                                                                                                 | Postgasse 8 (Karte)       | 1912                 | Obergeschoss Fachwerk, verschiefert, bauhistorische Relevanz | 09289931 |

## Rennersdorf-Neudörfel
| Bild           | Bezeichnung | Lage                             | Datierung                  | Beschreibung | ID       |
| -------------- | --- | -------------------------------- | -------------------------- | --- | -------- |
|                | Wegestein | Alte Hauptstraße (Karte)         | bez. 1860                  | verkehrsgeschichtlich von Bedeutung, Wegesäule (Sandstein) | 09254376 |
|                | Kriegerdenkmal für die Gefallenen des 1. Weltkrieges | Alte Hauptstraße (Karte)         | nach 1918 (Kriegerdenkmal) | ortsgeschichtlich von Bedeutung | 09303299 |
| Weitere Bilder | Sachgesamtheit Kammergut Rennersdorf bei Stolpen: Gutshof mit Herrenhaus, Stallgebäude, Torbau, sowie Gutspark (Gartendenkmal) und als Sachgesamtheitsteil großes Wirtschaftsgebäude | Alte Hauptstraße 2 (Karte)       | 18./19. Jh.                | Sachgesamtheit Kammergut Rennersdorf bei Stolpen: Gutshof mit Herrenhaus, Stallgebäude, Torbau, weiteres Seitengebäude, Brauerei und Reste der Hofmauer, an der Stolpener Straße Mord- und Sühnekreuz (Einzeldenkmale ID-Nr. 09289871) sowie Gutspark (Gartendenkmal) und als Sachgesamtheitsteil großes Wirtschaftsgebäude über Eckgrundriss – bau- und ortsgeschichtlich bedeutsam. | 09303377 |
| Weitere Bilder | Herrenhaus, Stallgebäude, Torbau, Seitengebäude und Brauerei (Einzeldenkmale zu ID-Nr. 09303377)                                                                                     | Alte Hauptstraße 2 (Karte)       | 18. Jh.                    | Einzeldenkmale der Sachgesamtheit Kammergut Rennersdorf bei Stolpen: Herrenhaus, Stallgebäude, Torbau, weiteres Seitengebäude, Brauerei und Reste der Hofmauer, an der Stolpener Straße Mord- und Sühnekreuz – bau- und ortsgeschichtlich bedeutsam. Ehem. Rittergut, vierseitig geschlossene Anlage, 18. Jh., hufeisenförmige Hauptbau zweigeschossig, mit Walmdach, Fledermausgauben und Dachreiter, im Innern umgestaltet, die Wirtschaftsgebäude zum Teil erhalten, zweigeschossig mit Krüppelwalmdach (Dehio Sachsen I, 1996). Herrenhaus mit Turm und Verandaanbau, auf gleicher Seite wie Herrenhaus befindet sich Brauerei (mit Anbau), Wohnstallhaus: Obergeschoss Fachwerk (Rückseite massiv), Erdgeschoss Basalt. | 09289871 |
|                | Ehem. Hofe-Mühle | Alte Hauptstraße 6 (Karte)       | bez. 1744                  | Wohnhaus und Scheune eines Mühlenanwesens – wissenschaftlich-dokumentarische Bedeutung, Wohnhaus (bezeichnet 1744 im Sturz, mit gekreuzten Schwertern), Scheune (bezeichnet 1851), Scheune teilsaniert. | 09289872 |
| Weitere Bilder | Erblehngericht | Alte Hauptstraße 9 (Karte)       | im Kern um 1600            | Erbgericht mit Wohnhaus (ohne Schuppenanbau), Seitengebäude und Scheune sowie Hofeinfahrt – große Hofanlage des ehemaligen Erblehngerichtes, Wohnhaus mit Wendelstein und profiliertem Portal in Art eines Renaissance-Sitznischenportals, Seitengebäude Obergeschoss Fachwerk, massive Scheune, Hofeinfahrt mit drei Säulen, Anlage von ortsgeschichtlicher und ortsbildprägender Bedeutung, Gutshaus: Walmdach, im Renaissancestil abgefaste Fenstergewände, Hofbelag zum Teil mit Sandsteinplatten. | 09289873 |
|                | Auszugshaus und zwei Scheunen eines Vierseithofes | Alte Hauptstraße 13 (Karte)      | Ende 18. Jh.               | Auszugshaus Obergeschoss Fachwerk, eine Scheune mit Fachwerk bis ins Erdgeschoss, die andere mit Andreaskreuzen, rechter Teil massiv, ortsbildprägende und architekturhistorische Bedeutung. | 09289874 |
|                | Wohnstallhaus und Seitengebäude eines Bauernhofes | Alte Hauptstraße 31; 31a (Karte) | um 1850                    | Wohnstallhaus (Nr. 31) und Seitengebäude (Nr. 31a) eines Bauernhofes – Wohnstallhaus Obergeschoss Fachwerk, zum Teil verbrettert, Giebel verschiefert, Seitengebäude mit Fachwerkobergeschoss, als Bestandteile eines ortstypischen Hofes von wissenschaftlich-dokumentarischem und bauhistorischem Wert. | 09289876 |
|                | Wohnstallhaus eines Dreiseithofes | Alte Hauptstraße 49 (Karte)      | bez. 1849                  | Obergeschoss Fachwerk, baugeschichtliche Bedeutung | 09289882 |
|                | Wohnstallhaus und Scheune eines Bauernhofes | Alte Hauptstraße 51 (Karte)      | 1. Hälfte 19. Jh.          | Wohnstallhaus Obergeschoss Fachwerk, im Winkel dazu kleine Fachwerkscheune, relativ unveränderte Hofanlage in ortstypischer Bauart, baugeschichtlich von Bedeutung. | 09289883 |
|                | Wohnstallhaus und Scheune eines Dreiseithofes | Alte Hauptstraße 53a (Karte)     | bez. 1868                  | Wohnstallhaus Obergeschoss Fachwerk, Holzscheune, baugeschichtliche Bedeutung, Wohnstallhaus (Obergeschoss Fachwerk, bezeichnet im Sturz). | 09289884 |
|                | Wohnstallhaus und Scheune eines Bauernhofes | Alte Hauptstraße 57 (Karte)      | um 1850                    | Wohnstallhaus Obergeschoss Fachwerk, im Winkel dazu Fachwerkscheune, baugeschichtliche Bedeutung. | 09289886 |
|                | Wohnstallhaus und Scheune eines Bauernhofes | Alte Hauptstraße 63 (Karte)      | vor 1850                   | Wohnstallhaus Obergeschoss Fachwerk, im Winkel dazu Fachwerkscheune, baugeschichtliche Bedeutung. | 09289887 |
| Weitere Bilder | Straßenbrücke über die Wesenitz | Mühlenweg (Karte)                | 19. Jh.                    | alte Ortslage Neudörfel, einbogige Sandsteinbrücke in der Nähe der Brettmühle, ortsbildprägend, baugeschichtlich von Bedeutung. | 09303769 |
| Weitere Bilder | Wohnstallhaus | Mühlenweg 3 (Karte)              | um 1850                    | alte Ortslage Neudörfel, Obergeschoss Fachwerk verbrettert, baugeschichtlich von Bedeutung | 09289868 |
|                | Wohnhaus, mit rückwärtigem Anbau | Mühlenweg 5 (Karte)              | 2. Hälfte 19. Jh.          | alte Ortslage Neudörfel, Obergeschoss Fachwerk, wissenschaftlich-dokumentarischer und baugeschichtlicher Wert, ortstypisches Dokument. | 09289867 |
| Weitere Bilder | Brettmühle | Mühlenweg 16 (Karte)             | 2. Hälfte 19. Jh.          | Mühlengebäude, mit rückwärtigem Anbau – alte Ortslage Neudörfel, großer massiver Mühlenbau mit Steinsockel, Obergeschoss Fachwerk verbrettert, in Verlängerung Holzanbau, ortsgeschichtliche Bedeutung, Mansarddach über quadratischem Bau. | 09289866 |
|                | Wohnhaus eines Bauernhofes | Steinweg 8 (Karte)               | nach 1800                  | nahe der Straße Berghäuser im Ortsteil Stolpen, Obergeschoss Fachwerk, baugeschichtlich von Bedeutung, Fachwerk erneuert, teils verputzt, teils verschiefert. | 09275848 |
|                | Grenzstein | Wesenitztalstraße (Karte)        | 19. Jh.                    | alte Ortslage Neudörfel, Flur- oder Gemarkungsstein, regionalgeschichtlich von Bedeutung, Sandstein, bezeichnet »Stolpen« und »Neudörfel«. | 09289861 |
|                | Wohnstallhaus mit Scheunenanbau | Wesenitztalstraße 21a (Karte)    | 1. Hälfte 19. Jh.          | alte Ortslage Neudörfel, Wohnstallhaus Obergeschoss Fachwerk, Giebel verbrettert, Holzscheune, baugeschichtlich von Bedeutung, Haus nach hinten angeschleppt. | 09289862 |
|                | Wohnstallhaus und Scheune eines Bauernhofes | Wiesenweg 2 (Karte)              | 18. Jh.                    | alte Ortslage Neudörfel, Wohnstallhaus Obergeschoss Fachwerk, zum Teil verputzt, Giebel verbrettert, Holzscheune (im Keller Tonnengewölbe), relativ unverändert erhaltenes Gehöft von wissenschaftlich-dokumentarischem und baugeschichtlichem Wert. | 09289863 |

## Ausführliche Denkmaltexte
1. ↑  Sandsteinsäule mit Reliefs zur Pappenherstellung: Höhe ca. 1,70 m, Kantenlänge von ca. 30 cm, Errichtung der Säule vermutlich anlässlich des 10-jährigen Firmenjubiläums, 1. Seite: Biene, da sich der Mensch Technik von ihr abgeschaut hat 2. Seite: Mühlrad, Wasserkraft als Energiespender 3. Seite: Mädchen, das Baum pflanzt 4. Seite: Papierpresse, Fertigstellung symbolisierend.
2. ↑  Friedhofsgestaltung: Einfriedung: verputzte Ziegelmauer mit Sandsteinabdeckung im Norden, Süden und Osten des Friedhofs, im Westen Holzlattenzaun, Erschließung: zwei Zugangstore mit zweiflügligen Ziergittern nördlich und südlich der Kapelle im Osten des Friedhofs, orthogonales Wegesystem mit wassergebundenen Decken, Vegetation: zwei Alleen aus abendländischen Lebensbäumen (Thuja occidentalis) und Nutka-Scheinzypresse (Xanthocyparis nootkatensis) entlang der von den Zugangstoren nach Osten verlaufenden Hauptwegen, Baumreihe der gleichen Artenzusammensetzung entlang des an der südlichen Friedhofsgrenze verlaufenen Hauptweges, Reste einer von Norden nach Süden verlaufenden Baumreihe aus Kopflinden (Tilia spec.) im westlichen Friedhofsbereich, Baumreihe aus Roteichen (Quercus rubra) an der Westgrenze des Friedhofs.
3. ↑  Einschiffiger, von Strebepfeilern umgebener Bau mit stark eingezogenem, dreiseitig geschlossenem Chor und Satteldach. Der Chor mit einfachen Maßwerkfenstern, im Schiff Korbbogenfenster. Quadratischer Turm, flankiert von zwei kleinen runden Treppentürmen. Das Innere geprägt von der reichen illusionistischen, neubarocken Ausmalung. Der breite Saal mit Spiegelgewölbe, durch Triumphbogen vom sterngewölbten Chor abgetrennt. Eingeschossige Emporen an der Nord- und Südseite, im Westen zweigeschossig, an der Chornord- und -südseite Logen. – Barocker Sandsteinaltar, datiert 1770. Im Hauptfeld Relief mit Darstellung des Abendmahls, seitlich vollplastische Figuren von Moses und dem Evangelisten Johannes. – Reich geschnitzte und farbig gefasste hölzerne Taufe, Kanzel und Lesepult, um 1730. Orgelprospekt von Johann Christian Pfennig. (Dehio Sachsen I, 1996) biedermeierliches Grabmal in Säulenform, zwei Sandsteingrabplatten aus der Renaissance vor der Kirche und sieben abgedeckte historische Grabmale hinter der Kirche auf dem Gelände des ehem. Kirchhofs.
4. ↑  Markt Stolpen 

Es ist bekannt, dass die Stadtverwaltung Stolpen 1818 im Steinbruch an der Westseite der Burg die schönsten Säulen für dieses Monument ausgewählt hat. Die Säulengruppe weist vom Fundament bis zur Oberseite der Hauptsäule eine Höhe von 3,8 Meter auf. Die vier mittleren Säulen von Norden aus gesehen ruhen auf unterschiedlich hohen Sandsteinblöcken. Die am höchsten herausragende Hauptsäule ist 2,5 Meter lang, hat einen Durchmesser von 0,50 Meter und einen Umfang von 1,6 Meter – sie hat ein Gewicht von mindestens 1.500 kg. Die anderen 3 Säulen sind zwischen 2,85 und 2 Meter lang und weisen einen Durchmesser von 30 bis 40 cm auf. Auch diese Säulen wiegen mindestens 700 – 1000 kg. Die tatsächliche Größe der mittleren Säulen wird durch umgebende kleinere Säulen kaschiert. Der Schwerpunkt der großen mittleren Säulen ruht am Fuß derselben durch das hohe Eigengewicht. Die Standfestigkeit wird durch die genaue Ausrichtung der Säulen erreicht. Immerhin hat sich das Prinzip seit vielen Jahrzehnten bestens bewährt. Dieses Denkmal befindet sich auf der Grenze Lausitzer Granodiorit (525 Millionen Jahre) und Basalt von Stolpen (25 Millionen Jahre).
5. ↑  Im Jahre 1722 begann man im Kurfürstentum Sachsen mit der Aufstellung der Kursächsischen Postmeilensäulen. Kurfürst Friedrich August I. wollte hierdurch ein zeitgemäßes Verkehrs- und Transportleitsystem im Kurfürstentum aufbauen, um Handel und Wirtschaft zu fördern. Er beauftragte mit Generalvollmacht Magister Adam Friedrich Zürner (1679–1742) mit der Durchführung. Das System der Postmeilensäulen umfasste Distanzsäulen, Viertelmeilensteine, Halb- und Ganzmeilensäulen. Die Distanzsäulen sollten in den Städten vor den Stadttoren, später nur auf den Marktplätzen aufgestellt werden. Entlang der Poststraßen wurden Viertelmeilensteine, Halb- und Ganzmeilensäulen aufgestellt. Sie erhielten eine fortlaufende Nummerierung (Reihennummer), beginnend vom Anfang der Vermessung. Die Ganzmeilensäulen wurden außerhalb der Städte an den Poststraßen im Abstand von 1 Meile (= 9,062 km) aufgestellt. Die Distanzsäulen waren mit dem Monogramm „AR“ für „Augustus Rex“, dem kursächsisch und polnisch-litauischen Doppelwappen sowie der polnischen Königskrone gekennzeichnet. Die Ganzmeilen-, Halbmeilensäulen und Viertelmeilensteine waren alle ähnlich beschriftet, alle trugen kein Wappen, aber das Monogramm „AR“. Die Entfernungsangaben erfolgten in Wegestunden (1 Stunde= ½ Postmeile = 4,531 km). Dieses Meilensystem war das erste europäische Verkehrsleitsystem. Der hier betrachteten Säule kommt als Teil des überregional bedeutenden Postwegesystems eine hohe verkehrsgeschichtliche Bedeutung zu (LfD/2013).
6. ↑  Geschichte: im nordwestlichen Teil des ehem. Tiergartens ließ 1842 C. A. Schreiber einen ersten Park anlegen, 1899 ließ der Stolpener Oberbürgermeister Barth den Park durch die untere Hälfte erweitern und vorrangig mit Rotbuchen und Lärchen bepflanzen, bauliche Schutzgüter: Gebäude: im oberen Teil sind die Baulichkeiten der Burg Stolpen prägend, Erschließung: Wegesystem: in beiden Teilen teilweise vorhanden, Gartenausstattung: oberer Teil: Gedenkstein für C. A. Schreiber, unterer Teil: Basaltsäulen mit Metalltafel „Bürgermeister Barth Park 1899“, Sandsteinmonolith „Übet guten Brauch, schonet Baum und Strauch“, Vegetation: Alleen und Baumreihen: oberer Teil: Kopflindenallee im Westen, gegenständig, neu gepflanzte Lindenallee entlang des Promenadenwegs, unterer Teil: Kopflindenallee im Südwesten (entlang des Schloßbergs), wechselständig, Einzelbäume: oberer Teil: Bergulme (Ulmus glabra), Linde (Tilia spec.), Rosskastanie (Aesculus hippocastanum), Rotbuche (Fagus sylvatica), Schwarzkiefer (Pinus nigra), unterer Teil: Altbaumbestand bestehend aus Rotbuche (Fagus sylvatica), Lärche (Larix decidua), Hecken und Sträucher: im oberen Teil flächige Bestände aus Rhododendron in Arten und Sorten, Schneebeere (Symphoricarpos orbiculatus), Stauden: im oberen Teil flächige Bestände aus kleinem Immergrün (Vinca minor), Sonstige Schutzgüter: Bodenrelief: von der Burg in alle Richtungen abfallend, Blickbeziehung: in die umgebende Landschaft.
7. ↑  Geschichte: Im nordwestlichen Teil des ehem. Tiergartens ließ 1842 C. A. Schreiber einen ersten Park anlegen, 1899 ließ der Stolpener Oberbürgermeister Barth den Park durch die untere Hälfte erweitern und vorrangig mit Rotbuchen und Lärchen bepflanzen. Bauliche Schutzgüter: Gebäude: im oberen Teil sind die Baulichkeiten der Burg Stolpen prägend, Erschließung: Wegesystem: in beiden Teilen teilweise vorhanden, Gartenausstattung: oberer Teil: Gedenkstein für C. A. Schreiber, unterer Teil: Basaltsäulen mit Metalltafel „Bürgermeister Barth Park 1899“, Sandsteinmonolith „Übet guten Brauch, schonet Baum und Strauch“.
8. ↑  Gartendenkmale sind: als Torbäume: zwei Eschen (Fraxinus excelsior), Gehölze im Burghof: Buchs (Buxus sempervirens), Esche (Fraxinus excelsior), Hainbuche (Carpinus betulus), Schwarzkiefer (Pinus nigra), Obstbäume, Gehölze im Burgumfeld: Obstbäume, Blutbuche (Fagus sylvatica 'purpurea').
9. ↑  Denkmaltext: Das ehem. Gasthaus ist 1882 als Schützenhaus an der Stelle eines Vorgängerbaus von 1817 entstanden und ist bis heute, auf einem alten Flurstück hundert Meter unterhalb des historischen Stadtkerns (und ehemals außerhalb der Mauern) gelegen, fester Bestandteil des besonderen Stadtbildes von Stolpen. Der Bau mit tiefer Kubatur, sieben zu fünf Achsen, zweigeschossig, mit gegenüber dem Erdgeschoss vergrößerten Segmentbogenfenstern mit alter Sprossung im Obergeschoss, was auf den dahinter sich befindenden Saal weist. Den Kubus bekrönt ein flaches Walmdach ohne Ausbauten. Ursprünglich waren die West- und die Nordseite noch durch je einen flachen Mittelrisalit gegliedert, dessen Dreiecksübergiebelungen etwas in den Dachbereich ragten. Diese verschwanden, genau wie die Putzgliederung, das Gurtgesims und (schon vorher) die zweiseitige Aufschrift „Restauration Schützenhaus“, wohl in den frühen 1970er Jahren. Das Gebäude besitzt an seiner Ostseite noch einen etwas zurück springenden Anbau mit Satteldach. Der Haupteingang an der Westseite zeigt noch ein Gewände mit spätklassizistischem Einfluss, das aber ebenfalls um seinen flachen Dreiecksgiebel erleichtert wurde. Das Flurstück setzt sich schmal, aber ca. hundert Meter nach Osten unbebaut fort, mit der Ausnahme eines kleinen Fachwerkgebäudes 25 m östlich des Schützenhauses, des sog. „Ladehauses“. Dieser Name sowie die schon vor 1750 in etwa den Ausmaßen existierende freie Fläche (Stich von Nestler, publ. 1764), weisen auf die Nutzung zu Schießzwecken. Eine Schützengilde existierte in Stolpen, dem ehemaligen suburbium der Ortsburg am Kreuzpunkt alter Fernwege, definitiv seit dem 16. Jahrhundert. Der Bau von baugeschichtlicher, ortsgeschichtlicher, heimatgeschichtlicher und städtebaulicher Bedeutung wird seit 1951 durch die katholische Kirche genutzt (LfD/2014).
10. ↑  Die Brücke hat eine Länge von 22,0 m, wobei die zwei korbbogenförmigen Gewölbe über eine lichte Weite von jeweils etwa 7,00 m verfügen. Der Mittelpfeiler ist als Eisbrecher ausgebildet. Mit den anschließenden Stützmauern beträgt die Gesamtbauwerkslänge auf der Oberstromseite 50,0   und auf der Unterstromseite 43,0 m. Die nutzbare Fahrbahnbreite beträgt 3,0 m. Die starke Krümmung der Gradiente verleiht der Brücke einen besonderen Reiz. Die beiden Flussöffnungen und die aus schlichten Sandsteinblöcken gestalteten Brüstungen unterstreichen das zusätzlich. Für die gesamte Brücke wurde als Baumaterial ebenfalls Sandstein verwendet. Der Mittelpfeiler ist als Eisbrecher ausgebildet. Die Brücke an der Schäferei unterführt die Wesenitz und überführt eine Gemeindestraße (Untere Straße). Sie wurde 1991/92 saniert.
11. ↑  Herrenhaus: zweigeschossiger massiver Putzbau mit Walmdach, Seitengebäude: zweigeschossig und massiv, Gutshof: Neugestaltung, Denkmalwert haben zwei prägende Linden (Tilia spec.) und eine Pyramiden-Eiche (Quercus robur 'Fastigiata') südlich des Herrenhauses, Terrassierung am Herrenhaus mit Stützmauer und Zugangstreppe aus Sandstein sowie vier Sandsteinpostamenten, außerdem einer von ehemals zwei Torpfeilern aus Sandstein östlich des Herrenhauses, Gutspark: Einfriedung: verputzte Ziegelmauer mit Sandsteinabdeckung westlich des westlichen Wirtschaftsgebäudes, Betonmauer an der Südwest-Ecke des Gutsparks, profilierte Betonmauer mit erhöhtem Sitzplatz an der Nordost-Ecke des Gutparks, Sandsteinpfeiler eines ehemaligen Holzlattenzaunes an Nord-Ost- und Westgrenze des Parks (Zaunfelder nicht mehr vorhanden), im Norden und Westen durch eine geschnittene Buchen-Hecke eingefriedet (Fagus sylvatica), Erschließung: Zugang zum Park durch das Herrenhaus, Altgehölzbestand aus u. a. Rotbuche (Fagus sylvatica), Esche (Fraxinus excelsior), Linde (Tilia spec.), Berg-Ahorn (Acer pseudoplatanus), Eibe (Taxus baccata), Stechpalme (Ilex aquifolium), Lorbeer-Kirsche (Prunus laurocerasus), Geophytenbestand: Buschwindröschen (Anemone nemorosa) und Blausternchen (Scilla bifolia).
12. ↑  Evangelische Katharinenkirche. 1473 erstmals urkundlich erwähnt, 1846 Umbau, nach Brand 1969 Wiederaufbau 1973–1975 (im Innern völlig umgestaltet). Erhalten: Sakristei mit spätgotischem Kreuzrippengewölbe, Spitzbogenportal mit verschränktem Stabwerk und drei Buntglasfenster, bezeichnet 1913 (Dehio Sachsen I, 1996). 

Kirche: Teile des Kirchenschiffes 18. Jh., ursprünglicher Saalbau mit Dachreiter, nach Brand Umbau unter Einbeziehung älterer Bauteile, im Innern völlig umgestaltet. Erhalten Sakristei mit spätgotischem Kreuzrippengewölbe, Spitzbogenportal mit verschränktem Stabwerk und drei Farbglasfenster, Friedhofsmauer (Sandstein), Sandsteinpfeiler (mit Kämpferplatten), Eingang mit schmiedeeisernem Gitter.
13. ↑  Herrenhaus: (1595? bezeichnet im ehemaligen Sitznischenportal/Tafel mit Biene), Ausstattung von 1909, viel Holz, Treppenhäuser u.  a., unten Saal mit Kreuzgratgewölbe (alt?), Schlussstein bezeichnet „Thomas Muller der Zeit Ampt Schosser“, Rundbogenportal mit Schlussstein, dieser bezeichnet 1597, langgestreckter, zweigeschossiger Bau mit Satteldach und Volutengiebeln sowie mächtigem Rundturm an der Westseite, bezeichnet 1909, Gutspark: Gelände nach Osten zur Wesenitz abfallend, südlich des Herrenhauses halbrunde Terrasse mit zweiarmiger Treppenanlage und anschließender regelmäßiger Garten mit Wasserbecken und Wasserpumpstation, östlich und südlich landschaftlich gestalteter Park, Gutshof mit rechteckigem Wasserbecken ebenfalls regelmäßig angelegt, aber gestalterisch verarmt, Wegesystem teilweise überwachsen, aber noch weitgehend ablesbar, Altgehölzbestand, u. a. bestehend aus Rosskastanie (Aesculus hippocastanum), Hainbuche (Carpinus betulus), Rotbuche (Fagus sylvatica), Stieleiche (Quercus robur), Roteiche (Quercus rubra), Linde (Tilia spec.), Eibe (Taxus baccata) und Rhododendron, ehemals geschnittene Hainbuchen-Hecke (Carpinus betulus) als Begrenzung des regelmäßigen Gartens, Lindenallee (Tilia spec.) entlang der Straße an der Südwestseite des Parks, Ostgrenze durch Lauf der Wesenitz bestimmt, Blickbeziehungen vom Herrenhaus und der Wasserpumpstation nach Osten über Park und Fluss zugewachsen, ehemaliger Baumgarten im Norden Teil der Sachgesamtheit.
14. ↑  Im Zeitraum 1862 bis 1890 erfolgte im Königreich Sachsen eine Landesvermessung, bei der zwei Dreiecksnetze gebildet wurden. Zum einen handelt es sich um das Netz für die Gradmessung im Königreich Sachsen (Netz I. Classe/Ordnung) mit 36 Punkten und die Königlich Sächsische Triangulierung (Netz II. Classe/Ordnung) mit 122 Punkten. Geleitet wurde diese Landesvermessung durch Christian August Nagel, wonach die Triangulationssäulen auch als „Nagelsche Säulen“ bezeichnet werden. Dieses Vermessungssystem war eines der modernsten Lagenetze in Deutschland. Die hierfür gesetzten Vermessungssäulen blieben fast vollständig an ihren ursprünglichen Standorten erhalten. Sie sind ein eindrucksvolles Zeugnis der Geschichte der Landesvermessung in Deutschland sowie in Sachsen. Das System der Vermessungssäulen beider Ordnungen ist in seiner Gesamtheit ein Kulturdenkmal von überregionaler Bedeutung (LfD/2014).
15. ↑  Kirchhof: Einfriedung: Sandsteinmauer im Norden und Westen, verputzte Ziegelmauer im Süden und Südosten, Zugänge: Torhaus als Hauptzugang im Süden, Nebeneingang mit zweiflügligem Ziergittertor im Norden, Hauptweg mit wassergebundener Decke und teilweise Granitkanten vom Torhaus zum Hauptportal im Osten der Kirche bis zum Nebeneingang im Norden, geschnittene Linden-Allee (Tilia spec.) entlang des Hauptweges vom Torhaus zur Kirche, südöstlich der Kirche Trauer-Esche (Fraxinus excelsior 'Pendula'), Kriegerdenkmal Erster Weltkrieg aus Rochlitzer Porphyr nordwestlich des Torhauses.
16. ↑  Evangelische Pfarrkirche. Saalkirche, nach Brand 1637 Neubau 1641, Dachreiter datiert 1652. Tiefgreifender Umbau 1846. Restaurierungen 1683, 1746, 1811 und 1972. Schlichter Bau mit geradem Schluss, Satteldach und hohem Dachreiter. Das flachgedeckte Innere ein sehr langer, heller Raum, geprägt von der klassizistischen Ausstattung. Umlaufende, doppelgeschossige Emporen an allen Wänden, nur im Westen eingeschossig. Hölzerner Kanzelaltar, Altarbild mit Darstellung des Abendmahls. Barocke Taufe aus Sandstein, 1939 überarbeitet. Romantische Orgel von Christian Gottfried Herbrig, 1843/44. (Dehio Sachsen I, 1996), Kriegerdenkmal ca. 2,50 m hoch, Rochlitzer Porphyr, hoher Sockel mit „Ciborium“, welches einen Helm umfängt, ca. 1920.
17. ↑  Gebäude verputzte Massivbauten, zum Teil in mit Sandsteinquadern, Wohnhaus von klassizistischer Wirkung, Toreinfahrt mit zwei Einfriedungspfeilern, Strukturbestandteil des Ortes, bau- und ortsgeschichtlich interessant Wohnhaus (um 1870, Nummer 19a): eingeschossig, Fensterbedachungen, Drempel mit gepaarten Fenstern, Lüftungskreuze im Drempel, Stallgebäude (1. Hälfte 19. Jh., Nummer 19): sehr repräsentativ, mit einem hochgeführten Risaliten als mit Sandsteinquadern gerahmte, hochgezogene Mauer mit vollbogigem Portal, Scheune: massiv in Bruchstein, verputzt, Drempel mit Lüftungskreuzen, 2. Seitengebäude (Stolpner Straße 21) mit Gesindewohnungen, Einfriedungspfeiler mit Kämpferplatte/Sandsteinquader.
18. ↑  Gutspark: kleine landschaftliche Anlage im Osten des Gutes, vor 1905 entstanden (möglicherweise im Zusammenhang mit der Veräußerung des Gutes 1898 an die Familie Kopp, erstmals verzeichnet auf dem Messtischblatt von 1905, Blatt 68), Geländesprung zu den Gebäuden hin, Höhenunterschied teilweise noch durch Stützmauern abgefangen, Park liegt tiefer, im Süden zur Straße Stützmauer aus Bruchsteinmauerwerk mit Resten eines Ziergitterzaunes, im Kreuzungsbereich des Rennersdorfer Bach als Steinbogenbrücke ausgebildet, im Osten durch den Rennersdorfer Bach begrenzt, Wegesystem nicht mehr ablesbar, wertvoller Altgehölzbestand aus u. a. Linde (Tilia spec.), Winterlinde (Tilia cordata), Stieleiche (Quercus robur), Bergahorn (Acer pseudoplatanus), Erle (Alnus spec.), Robinie (Robinia pseudoacacia) und Flatterulme (Ulmus laevis), Reste eines ehemaligen Laubengangs aus Rotbuche (Fagus sylvatica).